# فهرست خورشیدگرفتگی‌های سده ۱۱ (میلادی)
این فهرست شامل خورشیدگرفتگی‌های سدهٔٔ ۱۱ میلادی است که در طی سال‌های ۱۰۰۱ تا ۱۱۰۰ میلادی روی داده‌اند. در این دوره، ۲۴۱ خورشیدگرفتگی رخ داد که ۸۴ مورد آن خورشیدگرفتگی جزئی، ۹۰ خورشیدگرفتگی حلقه‌ای، ۶۱ خورشیدگرفتگی کامل و ۶ مورد نیز از نوع خورشیدگرفتگی مرکب بود.
| تاریخ           | زمان بزرگ‌ترین گرفت | چرخهٔ ساروس | نوع    | قدر    | مدت زمان          | مکان                                            | مسیر گرفتگی            | ناحیهٔ جغرافیایی | منبع(ها) |
| --------------- | ------------------ | ---------- | ------ | ------ | ----------------- | ----------------------------------------------- | ---------------------- | --------------- | -------- |
| ۲۷ مارس ۱۰۰۱    | ۱۹:۲۰:۵۶           | ۱۱۳        | حلقه‌ای | ۰٫۹۶۳۷ | ۰۲ دقیقه ۲۶ ثانیه | ۶۱°۰۶′شمالی ۱۷۸°۰۰′غربی / ۶۱٫۱°شمالی ۱۷۸٫۰°غربی | ۶۴۲ کیلومتر (۳۹۹ مایل) |                 | [ ۱ ]    |
| ۲۰ سپتامبر ۱۰۰۱ | ۰۰:۱۹:۰۸           | ۱۱۸        | کامل   | ۱٫۰۳۸۸ | ۰۲ دقیقه ۴۳ ثانیه | ۴۶°۰۶′جنوبی ۱۴۴°۵۴′شرقی / ۴۶٫۱°جنوبی ۱۴۴٫۹°شرقی | ۲۱۸ کیلومتر (۱۳۵ مایل) |                 | [ ۱ ]    |
| ۱۵ فوریه ۱۰۰۲   | ۰۴:۳۰:۴۶           | ۸۵         | جزئی   | ۰٫۵۷۵۲ | —                 | ۶۱°۱۸′جنوبی ۱۲۷°۰۰′غربی / ۶۱٫۳°جنوبی ۱۲۷٫۰°غربی | —                      |                 | [ ۱ ]    |
| ۱۱ اوت ۱۰۰۲     | ۰۸:۲۸:۵۲           | ۹۰         | جزئی   | ۰٫۸۶۷۵ | —                 | ۶۱°۴۸′شمالی ۱۷۷°۱۸′شرقی / ۶۱٫۸°شمالی ۱۷۷٫۳°شرقی | —                      |                 | [ ۱ ]    |
| ۹ سپتامبر ۱۰۰۲  | ۱۶:۳۸:۲۸           | ۱۲۸        | جزئی   | ۰٫۰۹۱۱ | —                 | ۶۱°۰۶′جنوبی ۱۴۸°۲۴′غربی / ۶۱٫۱°جنوبی ۱۴۸٫۴°غربی | —                      |                 | [ ۱ ]    |
| ۴ فوریه ۱۰۰۳    | ۰۵:۴۰:۰۶           | ۹۵         | حلقه‌ای | ۰٫۹۵۱۷ | ۰۴ دقیقه ۳۱ ثانیه | ۴۱°۳۰′جنوبی ۱۲۱°۲۴′شرقی / ۴۱٫۵°جنوبی ۱۲۱٫۴°شرقی | ۲۰۲ کیلومتر (۱۲۶ مایل) |                 | [ ۱ ]    |
| ۳۱ ژوئیه ۱۰۰۳   | ۲۱:۵۹:۰۸           | ۱۰۰        | مرکب   | ۱٫۰۱۱۰ | ۰۰ دقیقه ۵۸ ثانیه | ۳۶°۳۶′شمالی ۱۳۲°۳۰′غربی / ۳۶٫۶°شمالی ۱۳۲٫۵°غربی | ۴۱ کیلومتر (۲۵ مایل)   |                 | [ ۱ ]    |
| ۲۴ ژانویه ۱۰۰۴  | ۱۳:۳۷:۰۷           | ۱۰۵        | مرکب   | ۱٫۰۰۶۰ | ۰۰ دقیقه ۳۶ ثانیه | ۵°۳۰′جنوبی ۱۸°۵۴′غربی / ۵٫۵°جنوبی ۱۸٫۹°غربی     | ۲۱ کیلومتر (۱۳ مایل)   |                 | [ ۱ ]    |
| ۲۰ ژوئیه ۱۰۰۴   | ۰۴:۴۱:۰۰           | ۱۱۰        | حلقه‌ای | ۰٫۹۶۱۸ | ۰۴ دقیقه ۴۲ ثانیه | ۳°۴۲′جنوبی ۱۰۹°۳۶′شرقی / ۳٫۷°جنوبی ۱۰۹٫۶°شرقی   | ۱۵۱ کیلومتر (۹۴ مایل)  |                 | [ ۱ ]    |
| ۱۳ ژانویه ۱۰۰۵  | ۰۳:۳۴:۴۹           | ۱۱۵        | کامل   | ۱٫۰۳۵۲ | ۰۲ دقیقه ۴۸ ثانیه | ۴۰°۴۲′شمالی ۱۱۵°۰۶′شرقی / ۴۰٫۷°شمالی ۱۱۵٫۱°شرقی | ۲۶۷ کیلومتر (۱۶۶ مایل) |                 | [ ۱ ]    |
| ۹ ژوئیه ۱۰۰۵    | ۰۵:۴۲:۱۸           | ۱۲۰        | جزئی   | ۰٫۶۴۸۱ | —                 | ۶۳°۵۴′جنوبی ۶۶°۳۰′شرقی / ۶۳٫۹°جنوبی ۶۶٫۵°شرقی   | —                      |                 | [ ۱ ]    |
| ۴ دسامبر ۱۰۰۵   | ۰۷:۵۲:۲۶           | ۸۷         | جزئی   | ۰٫۷۰۳۷ | —                 | ۶۷°۰۰′جنوبی ۱۱۴°۱۲′غربی / ۶۷٫۰°جنوبی ۱۱۴٫۲°غربی | —                      |                 | [ ۱ ]    |
| ۲۹ مه ۱۰۰۶      | ۲۰:۰۷:۴۳           | ۹۲         | حلقه‌ای | ۰٫۹۹۵۵ | ۰۰ دقیقه ۱۸ ثانیه | ۷۹°۴۸′شمالی ۱۲۴°۵۴′غربی / ۷۹٫۸°شمالی ۱۲۴٫۹°غربی | ۲۹ کیلومتر (۱۸ مایل)   |                 | [ ۱ ]    |
| ۲۳ نوامبر ۱۰۰۶  | ۱۷:۳۴:۳۸           | ۹۷         | حلقه‌ای | ۰٫۹۵۹۶ | ۰۳ دقیقه ۴۳ ثانیه | ۵۲°۱۸′جنوبی ۸۳°۰۰′غربی / ۵۲٫۳°جنوبی ۸۳٫۰°غربی   | ۱۷۱ کیلومتر (۱۰۶ مایل) |                 | [ ۱ ]    |
| ۱۹ مه ۱۰۰۷      | ۰۸:۲۴:۵۹           | ۱۰۲        | کامل   | ۱٫۰۵۶۶ | ۰۵ دقیقه ۱۷ ثانیه | ۲۳°۱۸′شمالی ۵۸°۳۶′شرقی / ۲۳٫۳°شمالی ۵۸٫۶°شرقی   | ۱۸۷ کیلومتر (۱۱۶ مایل) |                 | [ ۱ ]    |
| ۱۲ نوامبر ۱۰۰۷  | ۲۰:۰۰:۲۳           | ۱۰۷        | حلقه‌ای | ۰٫۹۲۳۳ | ۱۰ دقیقه ۴۹ ثانیه | ۸°۴۸′جنوبی ۱۱۵°۳۶′غربی / ۸٫۸°جنوبی ۱۱۵٫۶°غربی   | ۲۹۴ کیلومتر (۱۸۳ مایل) |                 | [ ۱ ]    |
| ۸ مه ۱۰۰۸       | ۰۱:۰۴:۵۰           | ۱۱۲        | کامل   | ۱٫۰۷۳۴ | ۰۶ دقیقه ۲۲ ثانیه | ۲۵°۰۶′جنوبی ۱۷۵°۵۴′شرقی / ۲۵٫۱°جنوبی ۱۷۵٫۹°شرقی | ۳۳۰ کیلومتر (۲۱۰ مایل) |                 | [ ۱ ]    |
| ۳۱ اکتبر ۱۰۰۸   | ۱۹:۰۸:۴۸           | ۱۱۷        | حلقه‌ای | ۰٫۹۲۰۷ | ۰۸ دقیقه ۴۳ ثانیه | ۴۳°۰۰′شمالی ۹۰°۵۴′غربی / ۴۳٫۰°شمالی ۹۰٫۹°غربی   | ۶۰۱ کیلومتر (۳۷۳ مایل) |                 | [ ۱ ]    |
| ۲۹ مارس ۱۰۰۹    | ۰۸:۱۱:۰۰           | ۸۴         | جزئی   | ۰٫۶۷۱۹ | —                 | ۷۱°۴۸′شمالی ۴۲°۴۲′غربی / ۷۱٫۸°شمالی ۴۲٫۷°غربی   | —                      |                 | [ ۱ ]    |
| ۲۷ آوریل ۱۰۰۹   | ۱۷:۳۳:۰۵           | ۱۲۲        | جزئی   | ۰٫۱۷۰۰ | —                 | ۷۰°۰۶′جنوبی ۳۸°۳۶′غربی / ۷۰٫۱°جنوبی ۳۸٫۶°غربی   | —                      |                 | [ ۱ ]    |
| ۲۱ سپتامبر ۱۰۰۹ | ۰۹:۴۲:۲۳           | ۸۹         | جزئی   | ۰٫۴۸۶۰ | —                 | ۷۱°۵۴′جنوبی ۵۵°۵۴′غربی / ۷۱٫۹°جنوبی ۵۵٫۹°غربی   | —                      |                 | [ ۱ ]    |
| ۲۰ اکتبر ۱۰۰۹   | ۲۲:۳۶:۱۰           | ۱۲۷        | جزئی   | ۰٫۰۷۵۳ | —                 | ۷۰°۵۴′شمالی ۱۰۶°۴۲′غربی / ۷۰٫۹°شمالی ۱۰۶٫۷°غربی | —                      |                 | [ ۱ ]    |
| ۱۸ مارس ۱۰۱۰    | ۱۶:۰۰:۰۰           | ۹۴         | حلقه‌ای | ۰٫۹۵۸۱ | ۰۴ دقیقه ۳۶ ثانیه | ۲۸°۰۶′شمالی ۶۱°۲۴′غربی / ۲۸٫۱°شمالی ۶۱٫۴°غربی   | ۱۷۲ کیلومتر (۱۰۷ مایل) |                 | [ ۱ ]    |
| ۱۰ سپتامبر ۱۰۱۰ | ۲۳:۵۱:۱۱           | ۹۹         | کامل   | ۱٫۰۵۵۷ | ۰۴ دقیقه ۴۲ ثانیه | ۲۷°۳۰′جنوبی ۱۷۶°۴۲′شرقی / ۲۷٫۵°جنوبی ۱۷۶٫۷°شرقی | ۲۱۵ کیلومتر (۱۳۴ مایل) |                 | [ ۱ ]    |
| ۷ مارس ۱۰۱۱     | ۱۷:۰۴:۵۲           | ۱۰۴        | حلقه‌ای | ۰٫۹۳۱۱ | ۰۸ دقیقه ۴۴ ثانیه | ۱۷°۱۸′جنوبی ۶۲°۴۲′غربی / ۱۷٫۳°جنوبی ۶۲٫۷°غربی   | ۲۶۶ کیلومتر (۱۶۵ مایل) |                 | [ ۱ ]    |
| ۳۱ اوت ۱۰۱۱     | ۱۶:۲۷:۵۱           | ۱۰۹        | کامل   | ۱٫۰۶۱۲ | ۰۵ دقیقه ۲۵ ثانیه | ۱۷°۰۶′شمالی ۵۸°۰۰′غربی / ۱۷٫۱°شمالی ۵۸٫۰°غربی   | ۲۰۴ کیلومتر (۱۲۷ مایل) |                 | [ ۱ ]    |
| ۲۴ فوریه ۱۰۱۲   | ۱۷:۳۱:۵۸           | ۱۱۴        | حلقه‌ای | ۰٫۹۳۷۶ | ۰۴ دقیقه ۳۲ ثانیه | ۷۱°۴۲′جنوبی ۱۱°۵۴′غربی / ۷۱٫۷°جنوبی ۱۱٫۹°غربی   | ۸۴۵ کیلومتر (۵۲۵ مایل) |                 | [ ۱ ]    |
| ۲۰ اوت ۱۰۱۲     | ۰۶:۵۰:۵۱           | ۱۱۹        | کامل   | ۱٫۰۰۸۶ | ۰۰ دقیقه ۳۲ ثانیه | ۷۳°۰۰′شمالی ۱۴۳°۳۶′شرقی / ۷۳٫۰°شمالی ۱۴۳٫۶°شرقی | ۹۱ کیلومتر (۵۷ مایل)   |                 | [ ۱ ]    |
| ۱۴ ژانویه ۱۰۱۳  | ۱۱:۵۲:۲۱           | ۸۶         | جزئی   | ۰٫۷۱۴۸ | —                 | ۶۸°۴۲′شمالی ۷°۵۴′غربی / ۶۸٫۷°شمالی ۷٫۹°غربی     | —                      |                 | [ ۱ ]    |
| ۱۱ ژوئیه ۱۰۱۳   | ۰۰:۵۳:۵۸           | ۹۱         | جزئی   | ۰٫۸۶۹۸ | —                 | ۶۸°۰۶′جنوبی ۱۶۲°۳۰′شرقی / ۶۸٫۱°جنوبی ۱۶۲٫۵°شرقی | —                      |                 | [ ۱ ]    |
| ۴ ژانویه ۱۰۱۴   | ۰۲:۴۵:۴۱           | ۹۶         | کامل   | ۱٫۰۴۶۲ | ۰۴ دقیقه ۲۹ ثانیه | ۵°۰۰′شمالی ۱۴۶°۰۰′شرقی / ۵٫۰°شمالی ۱۴۶٫۰°شرقی   | ۱۷۳ کیلومتر (۱۰۷ مایل) |                 | [ ۱ ]    |
| ۳۰ ژوئیه ۱۰۱۴   | ۰۱:۲۷:۲۳           | ۱۰۱        | حلقه‌ای | ۰٫۹۵۱۵ | ۰۶ دقیقه ۴۵ ثانیه | ۵°۳۰′شمالی ۱۶۵°۰۰′شرقی / ۵٫۵°شمالی ۱۶۵٫۰°شرقی   | ۱۸۶ کیلومتر (۱۱۶ مایل) |                 | [ ۱ ]    |
| ۲۴ دسامبر ۱۰۱۴  | ۱۸:۰۸:۴۵           | ۱۰۶        | کامل   | ۱٫۰۲۷۲ | ۰۲ دقیقه ۲۵ ثانیه | ۳۵°۵۴′جنوبی ۸۵°۱۸′غربی / ۳۵٫۹°جنوبی ۸۵٫۳°غربی   | ۹۵ کیلومتر (۵۹ مایل)   |                 | [ ۱ ]    |
| ۱۹ ژوئیه ۱۰۱۵   | ۰۵:۰۸:۲۷           | ۱۱۱        | حلقه‌ای | ۰٫۹۸۹۴ | ۰۰ دقیقه ۵۷ ثانیه | ۵۲°۰۰′شمالی ۱۰۵°۱۸′شرقی / ۵۲٫۰°شمالی ۱۰۵٫۳°شرقی | ۴۳ کیلومتر (۲۷ مایل)   |                 | [ ۱ ]    |
| ۱۴ دسامبر ۱۰۱۵  | ۰۵:۲۲:۲۰           | ۱۱۶        | حلقه‌ای | ۰٫۹۶۳۳ | ۰۲ دقیقه ۱۴ ثانیه | ۸۲°۳۰′جنوبی ۱۹°۳۰′غربی / ۸۲٫۵°جنوبی ۱۹٫۵°غربی   | ۴۰۷ کیلومتر (۲۵۳ مایل) |                 | [ ۱ ]    |
| ۹ مه ۱۰۱۶       | ۰۸:۲۰:۵۳           | ۸۳         | جزئی   | ۰٫۳۶۷۰ | —                 | ۶۲°۵۴′جنوبی ۱۰۷°۴۸′شرقی / ۶۲٫۹°جنوبی ۱۰۷٫۸°شرقی | —                      |                 | [ ۱ ]    |
| ۷ ژوئیه ۱۰۱۶    | ۱۶:۰۰:۵۸           | ۱۲۱        | جزئی   | ۰٫۶۲۴۶ | —                 | ۶۵°۰۶′شمالی ۱۴۷°۲۴′شرقی / ۶۵٫۱°شمالی ۱۴۷٫۴°شرقی | —                      |                 | [ ۱ ]    |
| ۲ نوامبر ۱۰۱۶   | ۱۴:۳۰:۴۰           | ۸۸         | جزئی   | ۰٫۳۵۸۲ | —                 | ۶۲°۱۸′شمالی ۱۹°۴۲′شرقی / ۶۲٫۳°شمالی ۱۹٫۷°شرقی   | —                      |                 | [ ۱ ]    |
| ۲۹ آوریل ۱۰۱۷   | ۰۱:۲۲:۴۷           | ۹۳         | کامل   | ۱٫۰۷۰۶ | ۰۵ دقیقه ۵۶ ثانیه | ۱۸°۴۲′جنوبی ۱۷۸°۵۴′شرقی / ۱۸٫۷°جنوبی ۱۷۸٫۹°شرقی | ۲۸۶ کیلومتر (۱۷۸ مایل) |                 | [ ۱ ]    |
| ۲۲ اکتبر ۱۰۱۷   | ۱۴:۱۳:۲۲           | ۹۸         | حلقه‌ای | ۰٫۹۳۵۶ | ۰۷ دقیقه ۱۴ ثانیه | ۲۴°۰۶′شمالی ۱۳°۰۶′غربی / ۲۴٫۱°شمالی ۱۳٫۱°غربی   | ۳۱۱ کیلومتر (۱۹۳ مایل) |                 | [ ۱ ]    |
| ۱۸ آوریل ۱۰۱۸   | ۱۶:۵۴:۵۲           | ۱۰۳        | کامل   | ۱٫۰۳۴۴ | ۰۳ دقیقه ۰۳ ثانیه | ۱۹°۳۰′شمالی ۷۱°۴۲′غربی / ۱۹٫۵°شمالی ۷۱٫۷°غربی   | ۱۱۷ کیلومتر (۷۳ مایل)  |                 | [ ۱ ]    |
| ۱۱ اکتبر ۱۰۱۸   | ۱۹:۵۰:۵۴           | ۱۰۸        | حلقه‌ای | ۰٫۹۹۲۳ | ۰۰ دقیقه ۴۵ ثانیه | ۱۳°۳۰′جنوبی ۱۱۷°۱۸′غربی / ۱۳٫۵°جنوبی ۱۱۷٫۳°غربی | ۲۷ کیلومتر (۱۷ مایل)   |                 | [ ۱ ]    |
| ۸ آوریل ۱۰۱۹    | ۰۲:۳۶:۰۰           | ۱۱۳        | حلقه‌ای | ۰٫۹۶۶۳ | ۰۲ دقیقه ۲۳ ثانیه | ۶۰°۳۶′شمالی ۸۷°۱۸′شرقی / ۶۰٫۶°شمالی ۸۷٫۳°شرقی   | ۳۱۱ کیلومتر (۱۹۳ مایل) |                 | [ ۱ ]    |
| ۱ اکتبر ۱۰۱۹    | ۰۸:۳۴:۲۰           | ۱۱۸        | کامل   | ۱٫۰۳۸۶ | ۰۲ دقیقه ۴۰ ثانیه | ۴۷°۴۸′جنوبی ۲۰°۵۴′شرقی / ۴۷٫۸°جنوبی ۲۰٫۹°شرقی   | ۲۰۲ کیلومتر (۱۲۶ مایل) |                 | [ ۱ ]    |
| ۲۶ فوریه ۱۰۲۰   | ۱۱:۵۸:۴۲           | ۸۵         | جزئی   | ۰٫۵۱۹۰ | —                 | ۶۱°۰۰′جنوبی ۱۱۱°۵۴′شرقی / ۶۱٫۰°جنوبی ۱۱۱٫۹°شرقی | —                      |                 | [ ۱ ]    |
| ۲۱ اوت ۱۰۲۰     | ۱۶:۱۲:۳۸           | ۹۰         | جزئی   | ۰٫۷۵۶۳ | —                 | ۶۱°۲۴′شمالی ۵۲°۰۶′شرقی / ۶۱٫۴°شمالی ۵۲٫۱°شرقی   | —                      |                 | [ ۱ ]    |
| ۲۰ سپتامبر ۱۰۲۰ | ۰۰:۴۷:۴۹           | ۱۲۸        | جزئی   | ۰٫۱۶۲۵ | —                 | ۶۱°۰۰′جنوبی ۸۰°۱۲′شرقی / ۶۱٫۰°جنوبی ۸۰٫۲°شرقی   | —                      |                 | [ ۱ ]    |
| ۱۴ فوریه ۱۰۲۱   | ۱۳:۳۳:۲۸           | ۹۵         | حلقه‌ای | ۰٫۹۵۶۸ | ۰۴ دقیقه ۰۱ ثانیه | ۳۸°۳۰′جنوبی ۳°۵۴′شرقی / ۳۸٫۵°جنوبی ۳٫۹°شرقی     | ۱۸۲ کیلومتر (۱۱۳ مایل) |                 | [ ۱ ]    |
| ۱۱ اوت ۱۰۲۱     | ۰۵:۱۵:۵۴           | ۱۰۰        | مرکب   | ۱٫۰۰۴۶ | ۰۰ دقیقه ۲۴ ثانیه | ۳۶°۳۶′شمالی ۱۲۰°۴۸′شرقی / ۳۶٫۶°شمالی ۱۲۰٫۸°شرقی | ۱۷ کیلومتر (۱۱ مایل)   |                 | [ ۱ ]    |
| ۳ فوریه ۱۰۲۲    | ۲۲:۰۰:۴۷           | ۱۰۵        | مرکب   | ۱٫۰۱۱۳ | ۰۱ دقیقه ۰۶ ثانیه | ۳°۲۴′جنوبی ۱۴۵°۱۲′غربی / ۳٫۴°جنوبی ۱۴۵٫۲°غربی   | ۴۰ کیلومتر (۲۵ مایل)   |                 | [ ۱ ]    |
| ۳۱ ژوئیه ۱۰۲۲   | ۱۱:۲۵:۰۰           | ۱۱۰        | حلقه‌ای | ۰٫۹۵۸۰ | ۰۵ دقیقه ۰۳ ثانیه | ۱°۳۰′جنوبی ۸°۲۴′شرقی / ۱٫۵°جنوبی ۸٫۴°شرقی       | ۱۶۱ کیلومتر (۱۰۰ مایل) |                 | [ ۱ ]    |
| ۲۴ ژانویه ۱۰۲۳  | ۱۲:۱۸:۰۰           | ۱۱۵        | کامل   | ۱٫۰۳۸۵ | ۰۳ دقیقه ۰۰ ثانیه | ۴۰°۳۰′شمالی ۱۹°۴۲′غربی / ۴۰٫۵°شمالی ۱۹٫۷°غربی   | ۲۷۶ کیلومتر (۱۷۱ مایل) |                 | [ ۱ ]    |
| ۲۰ ژوئیه ۱۰۲۳   | ۱۲:۱۱:۲۹           | ۱۲۰        | جزئی   | ۰٫۷۸۸۳ | —                 | ۶۳°۰۰′جنوبی ۴۰°۳۶′غربی / ۶۳٫۰°جنوبی ۴۰٫۶°غربی   | —                      |                 | [ ۱ ]    |
| ۱۵ دسامبر ۱۰۲۳  | ۱۶:۳۶:۱۳           | ۸۷         | جزئی   | ۰٫۶۹۴۰ | —                 | ۶۵°۵۴′جنوبی ۱۰۳°۵۴′شرقی / ۶۵٫۹°جنوبی ۱۰۳٫۹°شرقی | —                      |                 | [ ۱ ]    |
| ۹ ژوئیه ۱۰۲۴    | ۰۳:۰۴:۰۳           | ۹۲         | حلقه‌ای | ۰٫۹۹۷۱ | ۰۰ دقیقه ۱۰ ثانیه | ۸۷°۳۶′شمالی ۱۳۰°۱۸′غربی / ۸۷٫۶°شمالی ۱۳۰٫۳°غربی | ۲۵ کیلومتر (۱۶ مایل)   |                 | [ ۱ ]    |
| ۴ دسامبر ۱۰۲۴   | ۰۱:۵۶:۱۵           | ۹۷         | حلقه‌ای | ۰٫۹۵۶۱ | ۰۴ دقیقه ۰۰ ثانیه | ۵۴°۱۲′جنوبی ۱۵۶°۱۲′شرقی / ۵۴٫۲°جنوبی ۱۵۶٫۲°شرقی | ۱۸۷ کیلومتر (۱۱۶ مایل) |                 | [ ۱ ]    |
| ۲۹ مه ۱۰۲۵      | ۱۵:۴۶:۱۰           | ۱۰۲        | کامل   | ۱٫۰۶۰۲ | ۰۵ دقیقه ۲۵ ثانیه | ۲۹°۱۲′شمالی ۵۱°۴۸′غربی / ۲۹٫۲°شمالی ۵۱٫۸°غربی   | ۱۹۹ کیلومتر (۱۲۴ مایل) |                 | [ ۱ ]    |
| ۲۳ نوامبر ۱۰۲۵  | ۰۳:۵۹:۱۶           | ۱۰۷        | حلقه‌ای | ۰٫۹۲۱۱ | ۱۱ دقیقه ۱۴ ثانیه | ۱۱°۳۰′جنوبی ۱۲۴°۱۸′شرقی / ۱۱٫۵°جنوبی ۱۲۴٫۳°شرقی | ۳۰۳ کیلومتر (۱۸۸ مایل) |                 | [ ۱ ]    |
| ۱۹ مه ۱۰۲۶      | ۰۸:۳۷:۴۹           | ۱۱۲        | کامل   | ۱٫۰۷۵۸ | ۰۶ دقیقه ۵۲ ثانیه | ۱۷°۴۸′جنوبی ۵۸°۵۴′شرقی / ۱۷٫۸°جنوبی ۵۸٫۹°شرقی   | ۳۱۴ کیلومتر (۱۹۵ مایل) |                 | [ ۱ ]    |
| ۱۲ نوامبر ۱۰۲۶  | ۰۳:۰۵:۰۷           | ۱۱۷        | حلقه‌ای | ۰٫۹۲۰۸ | ۰۹ دقیقه ۰۸ ثانیه | ۳۹°۰۰′شمالی ۱۴۵°۱۲′شرقی / ۳۹٫۰°شمالی ۱۴۵٫۲°شرقی | ۵۷۳ کیلومتر (۳۵۶ مایل) |                 | [ ۱ ]    |
| ۹ آوریل ۱۰۲۷    | ۱۵:۴۵:۰۷           | ۸۴         | جزئی   | ۰٫۵۶۶۴ | —                 | ۷۱°۲۴′شمالی ۱۷۰°۲۴′غربی / ۷۱٫۴°شمالی ۱۷۰٫۴°غربی | —                      |                 | [ ۱ ]    |
| ۹ مه ۱۰۲۷       | ۰۱:۰۰:۴۸           | ۱۲۲        | جزئی   | ۰٫۲۸۴۸ | —                 | ۶۹°۱۸′جنوبی ۱۶۳°۱۸′غربی / ۶۹٫۳°جنوبی ۱۶۳٫۳°غربی | —                      |                 | [ ۱ ]    |
| ۲ اکتبر ۱۰۲۷    | ۱۷:۴۶:۴۳           | ۸۹         | جزئی   | ۰٫۴۳۸۹ | —                 | ۷۱°۴۲′جنوبی ۱۶۸°۳۶′شرقی / ۷۱٫۷°جنوبی ۱۶۸٫۶°شرقی | —                      |                 | [ ۱ ]    |
| ۱ نوامبر ۱۰۲۷   | ۰۶:۴۸:۵۸           | ۱۲۷        | جزئی   | ۰٫۱۰۸۸ | —                 | ۷۰°۰۶′شمالی ۱۱۶°۴۲′شرقی / ۷۰٫۱°شمالی ۱۱۶٫۷°شرقی | —                      |                 | [ ۱ ]    |
| ۲۸ مارس ۱۰۲۸    | ۲۳:۱۵:۲۵           | ۹۴         | حلقه‌ای | ۰٫۹۵۷۹ | ۰۴ دقیقه ۲۴ ثانیه | ۳۵°۴۸′شمالی ۱۷۳°۱۸′غربی / ۳۵٫۸°شمالی ۱۷۳٫۳°غربی | ۱۷۹ کیلومتر (۱۱۱ مایل) |                 | [ ۱ ]    |
| ۲۱ سپتامبر ۱۰۲۸ | ۰۸:۰۱:۱۹           | ۹۹         | کامل   | ۱٫۰۵۳۵ | ۰۴ دقیقه ۱۹ ثانیه | ۳۴°۰۰′جنوبی ۵۱°۱۸′شرقی / ۳۴٫۰°جنوبی ۵۱٫۳°شرقی   | ۲۱۲ کیلومتر (۱۳۲ مایل) |                 | [ ۱ ]    |
| ۱۸ مارس ۱۰۲۹    | ۰۰:۱۴:۰۶           | ۱۰۴        | حلقه‌ای | ۰٫۹۳۴۲ | ۰۸ دقیقه ۳۲ ثانیه | ۱۰°۱۲′جنوبی ۱۷۲°۱۸′غربی / ۱۰٫۲°جنوبی ۱۷۲٫۳°غربی | ۲۵۰ کیلومتر (۱۶۰ مایل) |                 | [ ۱ ]    |
| ۱۱ سپتامبر ۱۰۲۹ | ۰۰:۲۹:۲۸           | ۱۰۹        | کامل   | ۱٫۰۵۶۷ | ۰۵ دقیقه ۰۷ ثانیه | ۱۰°۲۴′شمالی ۱۷۹°۳۶′شرقی / ۱۰٫۴°شمالی ۱۷۹٫۶°شرقی | ۱۸۹ کیلومتر (۱۱۷ مایل) |                 | [ ۱ ]    |
| ۷ مارس ۱۰۳۰     | ۰۱:۰۱:۵۴           | ۱۱۴        | حلقه‌ای | ۰٫۹۴۴۵ | ۰۴ دقیقه ۲۵ ثانیه | ۶۴°۰۶′جنوبی ۱۴۷°۳۶′غربی / ۶۴٫۱°جنوبی ۱۴۷٫۶°غربی | ۵۱۹ کیلومتر (۳۲۲ مایل) |                 | [ ۱ ]    |
| ۳۱ اوت ۱۰۳۰     | ۱۴:۲۷:۳۱           | ۱۱۹        | مرکب   | ۱٫۰۰۴۴ | ۰۰ دقیقه ۱۸ ثانیه | ۶۴°۴۸′شمالی ۶°۳۰′شرقی / ۶۴٫۸°شمالی ۶٫۵°شرقی     | ۳۴ کیلومتر (۲۱ مایل)   |                 | [ ۱ ]    |
| ۲۵ ژانویه ۱۰۳۱  | ۲۰:۲۶:۱۶           | ۸۶         | جزئی   | ۰٫۷۰۱۸ | —                 | ۶۹°۴۲′شمالی ۱۴۸°۵۴′غربی / ۶۹٫۷°شمالی ۱۴۸٫۹°غربی | —                      |                 | [ ۱ ]    |
| ۲۲ ژوئیه ۱۰۳۱   | ۰۷:۲۷:۴۸           | ۹۱         | جزئی   | ۰٫۷۲۸۷ | —                 | ۶۹°۰۶′جنوبی ۵۲°۰۶′شرقی / ۶۹٫۱°جنوبی ۵۲٫۱°شرقی   | —                      |                 | [ ۱ ]    |
| ۱۵ ژانویه ۱۰۳۲  | ۱۱:۳۳:۳۸           | ۹۶         | کامل   | ۱٫۰۴۷۹ | ۰۴ دقیقه ۳۶ ثانیه | ۷°۲۴′شمالی ۱۲°۳۰′شرقی / ۷٫۴°شمالی ۱۲٫۵°شرقی     | ۱۷۹ کیلومتر (۱۱۱ مایل) |                 | [ ۱ ]    |
| ۱۰ ژوئیه ۱۰۳۲   | ۰۷:۵۵:۰۸           | ۱۰۱        | حلقه‌ای | ۰٫۹۵۱۳ | ۰۶ دقیقه ۴۶ ثانیه | ۱°۰۶′جنوبی ۶۶°۲۴′شرقی / ۱٫۱°جنوبی ۶۶٫۴°شرقی     | ۱۹۳ کیلومتر (۱۲۰ مایل) |                 | [ ۱ ]    |
| ۴ ژانویه ۱۰۳۳   | ۰۲:۵۴:۵۰           | ۱۰۶        | کامل   | ۱٫۰۲۶۰ | ۰۲ دقیقه ۲۱ ثانیه | ۳۴°۳۰′جنوبی ۱۴۵°۱۲′شرقی / ۳۴٫۵°جنوبی ۱۴۵٫۲°شرقی | ۹۱ کیلومتر (۵۷ مایل)   |                 | [ ۱ ]    |
| ۲۹ ژوئیه ۱۰۳۳   | ۱۱:۵۷:۱۰           | ۱۱۱        | حلقه‌ای | ۰٫۹۹۲۸ | ۰۰ دقیقه ۴۰ ثانیه | ۴۶°۱۲′شمالی ۶°۴۸′شرقی / ۴۶٫۲°شمالی ۶٫۸°شرقی     | ۲۷ کیلومتر (۱۷ مایل)   |                 | [ ۱ ]    |
| ۲۴ دسامبر ۱۰۳۳  | ۱۳:۵۱:۱۴           | ۱۱۶        | حلقه‌ای | ۰٫۹۶۰۹ | ۰۲ دقیقه ۲۴ ثانیه | ۸۵°۳۶′جنوبی ۱۷۹°۳۶′غربی / ۸۵٫۶°جنوبی ۱۷۹٫۶°غربی | ۴۳۴ کیلومتر (۲۷۰ مایل) |                 | [ ۱ ]    |
| ۲۰ مه ۱۰۳۴      | ۱۵:۴۸:۳۷           | ۸۳         | جزئی   | ۰٫۲۳۹۱ | —                 | ۶۳°۴۲′جنوبی ۱۴°۰۰′غربی / ۶۳٫۷°جنوبی ۱۴٫۰°غربی   | —                      |                 | [ ۱ ]    |
| ۱۸ ژوئیه ۱۰۳۴   | ۲۳:۱۶:۲۳           | ۱۲۱        | جزئی   | ۰٫۷۷۲۴ | —                 | ۶۶°۰۰′شمالی ۲۸°۰۶′شرقی / ۶۶٫۰°شمالی ۲۸٫۱°شرقی   | —                      |                 | [ ۱ ]    |
| ۱۳ نوامبر ۱۰۳۴  | ۲۲:۲۳:۱۸           | ۸۸         | جزئی   | ۰٫۳۳۴۵ | —                 | ۶۳°۰۰′شمالی ۱۰۷°۵۴′غربی / ۶۳٫۰°شمالی ۱۰۷٫۹°غربی | —                      |                 | [ ۱ ]    |
| ۱۰ مه ۱۰۳۵      | ۰۸:۵۸:۳۱           | ۹۳         | کامل   | ۱٫۰۷۰۳ | ۰۶ دقیقه ۰۰ ثانیه | ۲۱°۲۴′جنوبی ۶۴°۰۶′شرقی / ۲۱٫۴°جنوبی ۶۴٫۱°شرقی   | ۳۰۷ کیلومتر (۱۹۱ مایل) |                 | [ ۱ ]    |
| ۲ نوامبر ۱۰۳۵   | ۲۲:۰۹:۳۳           | ۹۸         | حلقه‌ای | ۰٫۹۳۵۲ | ۰۷ دقیقه ۳۲ ثانیه | ۲۲°۴۲′شمالی ۱۳۴°۰۶′غربی / ۲۲٫۷°شمالی ۱۳۴٫۱°غربی | ۳۲۰ کیلومتر (۲۰۰ مایل) |                 | [ ۱ ]    |
| ۲۹ آوریل ۱۰۳۶   | ۰۰:۲۱:۴۵           | ۱۰۳        | کامل   | ۱٫۰۳۳۵ | ۰۳ دقیقه ۰۴ ثانیه | ۱۹°۳۶′شمالی ۱۷۷°۳۶′شرقی / ۱۹٫۶°شمالی ۱۷۷٫۶°شرقی | ۱۱۳ کیلومتر (۷۰ مایل)  |                 | [ ۱ ]    |
| ۲۲ اکتبر ۱۰۳۶   | ۰۴:۰۳:۲۶           | ۱۰۸        | حلقه‌ای | ۰٫۹۹۲۸ | ۰۰ دقیقه ۴۲ ثانیه | ۱۶°۲۴′جنوبی ۱۱۹°۳۰′شرقی / ۱۶٫۴°جنوبی ۱۱۹٫۵°شرقی | ۲۵ کیلومتر (۱۶ مایل)   |                 | [ ۱ ]    |
| ۱۸ آوریل ۱۰۳۷   | ۰۹:۴۲:۴۰           | ۱۱۳        | حلقه‌ای | ۰٫۹۶۷۹ | ۰۲ دقیقه ۲۱ ثانیه | ۶۰°۴۲′شمالی ۹°۵۴′غربی / ۶۰٫۷°شمالی ۹٫۹°غربی     | ۲۲۵ کیلومتر (۱۴۰ مایل) |                 | [ ۱ ]    |
| ۱۱ اکتبر ۱۰۳۷   | ۱۶:۵۷:۲۳           | ۱۱۸        | کامل   | ۱٫۰۳۸۲ | ۰۲ دقیقه ۳۶ ثانیه | ۵۰°۱۸′جنوبی ۱۰۴°۴۸′غربی / ۵۰٫۳°جنوبی ۱۰۴٫۸°غربی | ۱۹۱ کیلومتر (۱۱۹ مایل) |                 | [ ۱ ]    |
| ۸ مارس ۱۰۳۸     | ۱۹:۱۶:۳۶           | ۸۵         | جزئی   | ۰٫۴۴۸۷ | —                 | ۶۰°۵۴′جنوبی ۶°۳۶′غربی / ۶۰٫۹°جنوبی ۶٫۶°غربی     | —                      |                 | [ ۱ ]    |
| ۲ سپتامبر ۱۰۳۸  | ۰۰:۰۴:۰۲           | ۹۰         | جزئی   | ۰٫۶۵۸۷ | —                 | ۶۱°۰۶′شمالی ۷۴°۵۴′غربی / ۶۱٫۱°شمالی ۷۴٫۹°غربی   | —                      |                 | [ ۱ ]    |
| ۱ اکتبر ۱۰۳۸    | ۰۹:۰۵:۳۲           | ۱۲۸        | جزئی   | ۰٫۲۲۰۲ | —                 | ۶۱°۱۲′جنوبی ۵۳°۲۴′غربی / ۶۱٫۲°جنوبی ۵۳٫۴°غربی   | —                      |                 | [ ۱ ]    |
| ۲۵ فوریه ۱۰۳۹   | ۲۱:۱۸:۵۵           | ۹۵         | حلقه‌ای | ۰٫۹۶۲۰ | ۰۳ دقیقه ۳۱ ثانیه | ۳۵°۴۸′جنوبی ۱۱۲°۰۰′غربی / ۳۵٫۸°جنوبی ۱۱۲٫۰°غربی | ۱۶۳ کیلومتر (۱۰۱ مایل) |                 | [ ۱ ]    |
| ۲۲ اوت ۱۰۳۹     | ۱۲:۳۸:۲۴           | ۱۰۰        | حلقه‌ای | ۰٫۹۹۸۰ | ۰۰ دقیقه ۱۰ ثانیه | ۳۵°۴۸′شمالی ۱۲°۰۶′شرقی / ۳۵٫۸°شمالی ۱۲٫۱°شرقی   | ۸ کیلومتر (۵٫۰ مایل)   |                 | [ ۱ ]    |
| ۱۵ فوریه ۱۰۴۰   | ۰۶:۱۷:۴۸           | ۱۰۵        | مرکب   | ۱٫۰۱۶۹ | ۰۱ دقیقه ۳۵ ثانیه | ۱°۰۰′جنوبی ۹۰°۰۰′شرقی / ۱٫۰°جنوبی ۹۰٫۰°شرقی     | ۵۹ کیلومتر (۳۷ مایل)   |                 | [ ۱ ]    |
| ۱۰ اوت ۱۰۴۰     | ۱۸:۱۴:۰۸           | ۱۱۰        | حلقه‌ای | ۰٫۹۵۳۹ | ۰۵ دقیقه ۲۴ ثانیه | ۰°۲۴′جنوبی ۹۳°۴۲′غربی / ۰٫۴°جنوبی ۹۳٫۷°غربی     | ۱۷۴ کیلومتر (۱۰۸ مایل) |                 | [ ۱ ]    |
| ۳ فوریه ۱۰۴۱    | ۲۰:۵۴:۱۳           | ۱۱۵        | کامل   | ۱٫۰۴۲۴ | ۰۳ دقیقه ۱۳ ثانیه | ۴۰°۲۴′شمالی ۱۵۲°۰۰′غربی / ۴۰٫۴°شمالی ۱۵۲٫۰°غربی | ۲۸۳ کیلومتر (۱۷۶ مایل) |                 | [ ۱ ]    |
| ۳۰ ژوئیه ۱۰۴۱   | ۱۸:۴۵:۴۴           | ۱۲۰        | جزئی   | ۰٫۹۲۲۳ | —                 | ۶۲°۱۸′جنوبی ۱۴۸°۴۲′غربی / ۶۲٫۳°جنوبی ۱۴۸٫۷°غربی | —                      |                 | [ ۱ ]    |
| ۲۶ دسامبر ۱۰۴۱  | ۰۱:۱۹:۰۶           | ۸۷         | جزئی   | ۰٫۶۸۳۵ | —                 | ۶۴°۴۸′جنوبی ۳۷°۱۸′غربی / ۶۴٫۸°جنوبی ۳۷٫۳°غربی   | —                      |                 | [ ۱ ]    |
| ۲۰ ژوئیه ۱۰۴۲   | ۱۰:۰۱:۱۴           | ۹۲         | حلقه‌ای | ۰٫۹۹۵۸ | ۰۰ دقیقه ۱۳ ثانیه | ۷۱°۵۴′شمالی ۱۶۷°۴۸′غربی / ۷۱٫۹°شمالی ۱۶۷٫۸°غربی | ۱۲۶ کیلومتر (۷۸ مایل)  |                 | [ ۱ ]    |
| ۱۵ دسامبر ۱۰۴۲  | ۱۰:۱۷:۵۵           | ۹۷         | حلقه‌ای | ۰٫۹۵۳۳ | ۰۴ دقیقه ۱۴ ثانیه | ۵۴°۴۸′جنوبی ۳۶°۰۶′شرقی / ۵۴٫۸°جنوبی ۳۶٫۱°شرقی   | ۲۰۰ کیلومتر (۱۲۰ مایل) |                 | [ ۱ ]    |
| ۹ ژوئیه ۱۰۴۳    | ۲۳:۰۶:۴۷           | ۱۰۲        | کامل   | ۱٫۰۶۳۰ | ۰۵ دقیقه ۲۵ ثانیه | ۳۴°۳۰′شمالی ۱۶۱°۰۰′غربی / ۳۴٫۵°شمالی ۱۶۱٫۰°غربی | ۲۱۱ کیلومتر (۱۳۱ مایل) |                 | [ ۱ ]    |
| ۴ دسامبر ۱۰۴۳   | ۱۲:۰۱:۴۸           | ۱۰۷        | حلقه‌ای | ۰٫۹۱۹۶ | ۱۱ دقیقه ۲۸ ثانیه | ۱۳°۲۴′جنوبی ۳°۴۲′شرقی / ۱۳٫۴°جنوبی ۳٫۷°شرقی     | ۳۰۹ کیلومتر (۱۹۲ مایل) |                 | [ ۱ ]    |
| ۲۹ مه ۱۰۴۴      | ۱۶:۰۶:۲۲           | ۱۱۲        | کامل   | ۱٫۰۷۷۵ | ۰۷ دقیقه ۱۲ ثانیه | ۱۱°۰۶′جنوبی ۵۶°۱۲′غربی / ۱۱٫۱°جنوبی ۵۶٫۲°غربی   | ۳۰۰ کیلومتر (۱۹۰ مایل) |                 | [ ۱ ]    |
| ۲۲ نوامبر ۱۰۴۴  | ۱۱:۰۷:۵۰           | ۱۱۷        | حلقه‌ای | ۰٫۹۲۱۳ | ۰۹ دقیقه ۲۴ ثانیه | ۳۶°۰۰′شمالی ۲۰°۱۸′شرقی / ۳۶٫۰°شمالی ۲۰٫۳°شرقی   | ۵۵۵ کیلومتر (۳۴۵ مایل) |                 | [ ۱ ]    |
| ۱۹ آوریل ۱۰۴۵   | ۲۳:۱۰:۱۳           | ۸۴         | جزئی   | ۰٫۴۴۹۱ | —                 | ۷۰°۴۲′شمالی ۶۴°۴۲′شرقی / ۷۰٫۷°شمالی ۶۴٫۷°شرقی   | —                      |                 | [ ۱ ]    |
| ۱۹ مه ۱۰۴۵      | ۰۸:۲۱:۵۲           | ۱۲۲        | جزئی   | ۰٫۴۰۸۹ | —                 | ۶۸°۱۸′جنوبی ۷۴°۱۸′شرقی / ۶۸٫۳°جنوبی ۷۴٫۳°شرقی   | —                      |                 | [ ۱ ]    |
| ۱۳ اکتبر ۱۰۴۵   | ۰۱:۵۹:۵۷           | ۸۹         | جزئی   | ۰٫۴۰۳۸ | —                 | ۷۱°۱۲′جنوبی ۳۱°۰۶′شرقی / ۷۱٫۲°جنوبی ۳۱٫۱°شرقی   | —                      |                 | [ ۱ ]    |
| ۱۱ نوامبر ۱۰۴۵  | ۱۵:۰۹:۰۴           | ۱۲۷        | جزئی   | ۰٫۱۳۲۸ | —                 | ۶۹°۰۶′شمالی ۲۱°۰۰′غربی / ۶۹٫۱°شمالی ۲۱٫۰°غربی   | —                      |                 | [ ۱ ]    |
| ۹ آوریل ۱۰۴۶    | ۰۶:۲۰:۵۹           | ۹۴         | حلقه‌ای | ۰٫۹۵۷۶ | ۰۴ دقیقه ۱۱ ثانیه | ۴۴°۰۰′شمالی ۷۷°۱۲′شرقی / ۴۴٫۰°شمالی ۷۷٫۲°شرقی   | ۱۹۰ کیلومتر (۱۲۰ مایل) |                 | [ ۱ ]    |
| ۲ اکتبر ۱۰۴۶    | ۱۶:۱۹:۵۵           | ۹۹         | کامل   | ۱٫۰۵۱۲ | ۰۳ دقیقه ۵۸ ثانیه | ۴۰°۱۸′جنوبی ۷۵°۴۸′غربی / ۴۰٫۳°جنوبی ۷۵٫۸°غربی   | ۲۰۹ کیلومتر (۱۳۰ مایل) |                 | [ ۱ ]    |
| ۲۹ مارس ۱۰۴۷    | ۰۷:۱۶:۰۲           | ۱۰۴        | حلقه‌ای | ۰٫۹۳۷۳ | ۰۸ دقیقه ۱۵ ثانیه | ۲°۵۴′جنوبی ۷۹°۴۸′شرقی / ۲٫۹°جنوبی ۷۹٫۸°شرقی     | ۲۳۶ کیلومتر (۱۴۷ مایل) |                 | [ ۱ ]    |
| ۲۲ سپتامبر ۱۰۴۷ | ۰۸:۳۶:۵۳           | ۱۰۹        | کامل   | ۱٫۰۵۱۹ | ۰۴ دقیقه ۴۷ ثانیه | ۴°۰۰′شمالی ۵۵°۴۸′شرقی / ۴٫۰°شمالی ۵۵٫۸°شرقی     | ۱۷۳ کیلومتر (۱۰۷ مایل) |                 | [ ۱ ]    |
| ۱۷ مارس ۱۰۴۸    | ۰۸:۲۶:۳۵           | ۱۱۴        | حلقه‌ای | ۰٫۹۵۱۴ | ۰۴ دقیقه ۱۳ ثانیه | ۵۵°۳۶′جنوبی ۸۸°۴۲′شرقی / ۵۵٫۶°جنوبی ۸۸٫۷°شرقی   | ۳۶۳ کیلومتر (۲۲۶ مایل) |                 | [ ۱ ]    |
| ۱۰ سپتامبر ۱۰۴۸ | ۲۲:۰۹:۴۰           | ۱۱۹        | حلقه‌ای | ۰٫۹۹۹۵ | ۰۰ دقیقه ۰۲ ثانیه | ۵۶°۴۸′شمالی ۱۱۹°۵۴′غربی / ۵۶٫۸°شمالی ۱۱۹٫۹°غربی | ۴ کیلومتر (۲٫۵ مایل)   |                 | [ ۱ ]    |
| ۵ فوریه ۱۰۴۹    | ۰۴:۵۴:۵۱           | ۸۶         | جزئی   | ۰٫۶۷۹۲ | —                 | ۷۰°۳۰′شمالی ۷۰°۵۴′شرقی / ۷۰٫۵°شمالی ۷۰٫۹°شرقی   | —                      |                 | [ ۱ ]    |
| ۶ مارس ۱۰۴۹     | ۱۶:۰۰:۵۷           | ۱۲۴        | جزئی   | ۰٫۰۱۳۸ | —                 | ۷۱°۵۴′جنوبی ۴۷°۴۲′شرقی / ۷۱٫۹°جنوبی ۴۷٫۷°شرقی   | —                      |                 | [ ۱ ]    |
| ۱ اوت ۱۰۴۹      | ۱۴:۰۵:۴۳           | ۹۱         | جزئی   | ۰٫۵۹۵۷ | —                 | ۷۰°۰۰′جنوبی ۵۹°۴۸′غربی / ۷۰٫۰°جنوبی ۵۹٫۸°غربی   | —                      |                 | [ ۱ ]    |
| ۲۵ ژانویه ۱۰۵۰  | ۲۰:۱۶:۰۸           | ۹۶         | کامل   | ۱٫۰۴۹۹ | ۰۴ دقیقه ۴۱ ثانیه | ۱۰°۳۶′شمالی ۱۱۹°۴۸′غربی / ۱۰٫۶°شمالی ۱۱۹٫۸°غربی | ۱۸۸ کیلومتر (۱۱۷ مایل) |                 | [ ۱ ]    |
| ۲۱ ژوئیه ۱۰۵۰   | ۱۴:۲۹:۱۶           | ۱۰۱        | حلقه‌ای | ۰٫۹۵۰۶ | ۰۶ دقیقه ۴۲ ثانیه | ۸°۱۲′جنوبی ۳۴°۲۴′غربی / ۸٫۲°جنوبی ۳۴٫۴°غربی     | ۲۰۴ کیلومتر (۱۲۷ مایل) |                 | [ ۱ ]    |
| ۱۵ ژانویه ۱۰۵۱  | ۱۱:۳۵:۱۱           | ۱۰۶        | کامل   | ۱٫۰۲۵۲ | ۰۲ دقیقه ۱۹ ثانیه | ۳۱°۵۴′جنوبی ۱۶°۴۲′شرقی / ۳۱٫۹°جنوبی ۱۶٫۷°شرقی   | ۸۸ کیلومتر (۵۵ مایل)   |                 | [ ۱ ]    |
| ۱۰ ژوئیه ۱۰۵۱   | ۱۸:۵۲:۲۳           | ۱۱۱        | حلقه‌ای | ۰٫۹۹۵۷ | ۰۰ دقیقه ۲۶ ثانیه | ۳۹°۵۴′شمالی ۹۵°۰۶′غربی / ۳۹٫۹°شمالی ۹۵٫۱°غربی   | ۱۶ کیلومتر (۹٫۹ مایل)  |                 | [ ۱ ]    |
| ۴ ژانویه ۱۰۵۲   | ۲۲:۱۶:۱۷           | ۱۱۶        | حلقه‌ای | ۰٫۹۵۹۱ | ۰۲ دقیقه ۳۳ ثانیه | ۸۶°۱۸′جنوبی ۱۴°۱۲′غربی / ۸۶٫۳°جنوبی ۱۴٫۲°غربی   | ۴۴۶ کیلومتر (۲۷۷ مایل) |                 | [ ۱ ]    |
| ۳۰ مه ۱۰۵۲      | ۲۳:۱۳:۵۷           | ۸۳         | جزئی   | ۰٫۱۰۶۲ | —                 | ۶۴°۳۰′جنوبی ۱۳۵°۱۸′غربی / ۶۴٫۵°جنوبی ۱۳۵٫۳°غربی | —                      |                 | [ ۱ ]    |
| ۲۹ ژوئیه ۱۰۵۲   | ۰۶:۳۳:۳۲           | ۱۲۱        | جزئی   | ۰٫۹۱۹۶ | —                 | ۶۷°۰۰′شمالی ۹۲°۰۶′غربی / ۶۷٫۰°شمالی ۹۲٫۱°غربی   | —                      |                 | [ ۱ ]    |
| ۲۴ نوامبر ۱۰۵۲  | ۰۶:۲۰:۲۷           | ۸۸         | جزئی   | ۰٫۳۱۷۳ | —                 | ۶۳°۵۴′شمالی ۱۲۳°۰۶′شرقی / ۶۳٫۹°شمالی ۱۲۳٫۱°شرقی | —                      |                 | [ ۱ ]    |
| ۲۰ مه ۱۰۵۳      | ۱۶:۲۸:۳۱           | ۹۳         | کامل   | ۱٫۰۶۹۰ | ۰۵ دقیقه ۵۵ ثانیه | ۲۵°۴۲′جنوبی ۴۹°۳۶′غربی / ۲۵٫۷°جنوبی ۴۹٫۶°غربی   | ۳۳۶ کیلومتر (۲۰۹ مایل) |                 | [ ۱ ]    |
| ۱۳ نوامبر ۱۰۵۳  | ۰۶:۱۳:۱۹           | ۹۸         | حلقه‌ای | ۰٫۹۳۵۵ | ۰۷ دقیقه ۴۴ ثانیه | ۲۱°۳۶′شمالی ۱۰۲°۴۲′شرقی / ۲۱٫۶°شمالی ۱۰۲٫۷°شرقی | ۳۲۴ کیلومتر (۲۰۱ مایل) |                 | [ ۱ ]    |
| ۱۰ مه ۱۰۵۴      | ۰۷:۴۰:۲۵           | ۱۰۳        | کامل   | ۱٫۰۳۱۹ | ۰۳ دقیقه ۰۲ ثانیه | ۱۸°۴۸′شمالی ۶۹°۰۰′شرقی / ۱۸٫۸°شمالی ۶۹٫۰°شرقی   | ۱۰۸ کیلومتر (۶۷ مایل)  |                 | [ ۱ ]    |
| ۲ نوامبر ۱۰۵۴   | ۱۲:۲۵:۱۸           | ۱۰۸        | حلقه‌ای | ۰٫۹۹۳۷ | ۰۰ دقیقه ۳۸ ثانیه | ۱۹°۱۲′جنوبی ۵°۴۸′غربی / ۱۹٫۲°جنوبی ۵٫۸°غربی     | ۲۲ کیلومتر (۱۴ مایل)   |                 | [ ۱ ]    |
| ۲۹ آوریل ۱۰۵۵   | ۱۶:۴۰:۳۲           | ۱۱۳        | حلقه‌ای | ۰٫۹۶۸۷ | ۰۲ دقیقه ۲۲ ثانیه | ۶۰°۴۸′شمالی ۱۰۵°۱۲′غربی / ۶۰٫۸°شمالی ۱۰۵٫۲°غربی | ۱۸۳ کیلومتر (۱۱۴ مایل) |                 | [ ۱ ]    |
| ۲۳ اکتبر ۱۰۵۵   | ۰۱:۲۷:۴۷           | ۱۱۸        | کامل   | ۱٫۰۳۷۷ | ۰۲ دقیقه ۳۲ ثانیه | ۵۳°۲۴′جنوبی ۱۲۸°۰۶′شرقی / ۵۳٫۴°جنوبی ۱۲۸٫۱°شرقی | ۱۸۳ کیلومتر (۱۱۴ مایل) |                 | [ ۱ ]    |
| ۱۹ مارس ۱۰۵۶    | ۰۲:۲۷:۰۰           | ۸۵         | جزئی   | ۰٫۳۶۷۸ | —                 | ۶۰°۵۴′جنوبی ۱۲۳°۱۲′غربی / ۶۰٫۹°جنوبی ۱۲۳٫۲°غربی | —                      |                 | [ ۱ ]    |
| ۱۲ سپتامبر ۱۰۵۶ | ۰۸:۰۱:۳۷           | ۹۰         | جزئی   | ۰٫۵۷۲۵ | —                 | ۶۰°۵۴′شمالی ۱۵۶°۴۲′شرقی / ۶۰٫۹°شمالی ۱۵۶٫۷°شرقی | —                      |                 | [ ۱ ]    |
| ۱۱ اکتبر ۱۰۵۶   | ۱۷:۳۰:۲۶           | ۱۲۸        | جزئی   | ۰٫۲۶۵۶ | —                 | ۶۱°۲۴′جنوبی ۱۷۱°۱۸′شرقی / ۶۱٫۴°جنوبی ۱۷۱٫۳°شرقی | —                      |                 | [ ۱ ]    |
| ۸ مارس ۱۰۵۷     | ۰۴:۵۷:۱۸           | ۹۵         | حلقه‌ای | ۰٫۹۶۷۵ | ۰۳ دقیقه ۰۱ ثانیه | ۳۳°۳۶′جنوبی ۱۳۳°۳۰′شرقی / ۳۳٫۶°جنوبی ۱۳۳٫۵°شرقی | ۱۴۲ کیلومتر (۸۸ مایل)  |                 | [ ۱ ]    |
| ۱ سپتامبر ۱۰۵۷  | ۲۰:۰۶:۲۵           | ۱۰۰        | حلقه‌ای | ۰٫۹۹۱۲ | ۰۰ دقیقه ۴۶ ثانیه | ۳۴°۳۶′شمالی ۹۸°۳۶′غربی / ۳۴٫۶°شمالی ۹۸٫۶°غربی   | ۳۷ کیلومتر (۲۳ مایل)   |                 | [ ۱ ]    |
| ۲۵ فوریه ۱۰۵۸   | ۱۴:۲۸:۴۳           | ۱۰۵        | کامل   | ۱٫۰۲۲۹ | ۰۲ دقیقه ۰۵ ثانیه | ۱°۳۰′شمالی ۳۳°۰۶′غربی / ۱٫۵°شمالی ۳۳٫۱°غربی     | ۷۹ کیلومتر (۴۹ مایل)   |                 | [ ۱ ]    |
| ۲۲ اوت ۱۰۵۸     | ۰۱:۰۹:۱۴           | ۱۱۰        | حلقه‌ای | ۰٫۹۴۹۶ | ۰۵ دقیقه ۴۷ ثانیه | ۰°۲۴′جنوبی ۱۶۲°۴۲′شرقی / ۰٫۴°جنوبی ۱۶۲٫۷°شرقی   | ۱۸۸ کیلومتر (۱۱۷ مایل) |                 | [ ۱ ]    |
| ۱۵ فوریه ۱۰۵۹   | ۰۵:۲۴:۵۰           | ۱۱۵        | کامل   | ۱٫۰۴۶۵ | ۰۳ دقیقه ۲۶ ثانیه | ۴۰°۳۶′شمالی ۷۷°۴۲′شرقی / ۴۰٫۶°شمالی ۷۷٫۷°شرقی   | ۲۸۷ کیلومتر (۱۷۸ مایل) |                 | [ ۱ ]    |
| ۱۱ اوت ۱۰۵۹     | ۰۱:۲۷:۳۰           | ۱۲۰        | حلقه‌ای | ۰٫۹۳۳۷ | ۰۶ دقیقه ۱۰ ثانیه | ۴۹°۵۴′جنوبی ۱۲۵°۴۸′شرقی / ۴۹٫۹°جنوبی ۱۲۵٫۸°شرقی | ۷۷۵ کیلومتر (۴۸۲ مایل) |                 | [ ۱ ]    |
| ۶ ژانویه ۱۰۶۰   | ۰۹:۵۹:۳۳           | ۸۷         | جزئی   | ۰٫۶۷۰۴ | —                 | ۶۳°۵۴′جنوبی ۱۷۷°۳۰′غربی / ۶۳٫۹°جنوبی ۱۷۷٫۵°غربی | —                      |                 | [ ۱ ]    |
| ۴ فوریه ۱۰۶۰    | ۲۱:۲۱:۵۶           | ۱۲۵        | جزئی   | ۰٫۰۰۸۰ | —                 | ۶۲°۰۶′شمالی ۱۶۷°۴۸′شرقی / ۶۲٫۱°شمالی ۱۶۷٫۸°شرقی | —                      |                 | [ ۱ ]    |
| ۳۰ ژوئیه ۱۰۶۰   | ۱۷:۰۱:۰۲           | ۹۲         | جزئی   | ۰٫۸۷۶۳ | —                 | ۶۴°۳۶′شمالی ۸۲°۴۲′شرقی / ۶۴٫۶°شمالی ۸۲٫۷°شرقی   | —                      |                 | [ ۱ ]    |
| ۲۵ دسامبر ۱۰۶۰  | ۱۸:۳۸:۰۲           | ۹۷         | حلقه‌ای | ۰٫۹۵۱۱ | ۰۴ دقیقه ۲۶ ثانیه | ۵۴°۱۲′جنوبی ۸۳°۴۲′غربی / ۵۴٫۲°جنوبی ۸۳٫۷°غربی   | ۲۱۱ کیلومتر (۱۳۱ مایل) |                 | [ ۱ ]    |
| ۲۰ ژوئیه ۱۰۶۱   | ۰۶:۲۸:۱۷           | ۱۰۲        | کامل   | ۱٫۰۶۵۱ | ۰۵ دقیقه ۲۰ ثانیه | ۳۸°۵۴′شمالی ۹۰°۴۲′شرقی / ۳۸٫۹°شمالی ۹۰٫۷°شرقی   | ۲۲۱ کیلومتر (۱۳۷ مایل) |                 | [ ۱ ]    |
| ۱۴ دسامبر ۱۰۶۱  | ۲۰:۰۳:۵۱           | ۱۰۷        | حلقه‌ای | ۰٫۹۱۸۷ | ۱۱ دقیقه ۲۹ ثانیه | ۱۴°۱۸′جنوبی ۱۱۶°۴۲′غربی / ۱۴٫۳°جنوبی ۱۱۶٫۷°غربی | ۳۱۲ کیلومتر (۱۹۴ مایل) |                 | [ ۱ ]    |
| ۹ ژوئیه ۱۰۶۲    | ۲۳:۳۴:۰۵           | ۱۱۲        | کامل   | ۱٫۰۷۸۱ | ۰۷ دقیقه ۲۰ ثانیه | ۵°۱۲′جنوبی ۱۷۰°۱۲′غربی / ۵٫۲°جنوبی ۱۷۰٫۲°غربی   | ۲۸۷ کیلومتر (۱۷۸ مایل) |                 | [ ۱ ]    |
| ۳ دسامبر ۱۰۶۲   | ۱۹:۱۳:۴۱           | ۱۱۷        | حلقه‌ای | ۰٫۹۲۲۳ | ۰۹ دقیقه ۲۶ ثانیه | ۳۳°۴۸′شمالی ۱۰۵°۰۶′غربی / ۳۳٫۸°شمالی ۱۰۵٫۱°غربی | ۵۳۴ کیلومتر (۳۳۲ مایل) |                 | [ ۱ ]    |
| ۱ مه ۱۰۶۳       | ۰۶:۲۷:۵۶           | ۸۴         | جزئی   | ۰٫۳۲۳۴ | —                 | ۶۹°۵۴′شمالی ۵۷°۴۸′غربی / ۶۹٫۹°شمالی ۵۷٫۸°غربی   | —                      |                 | [ ۱ ]    |
| ۳۰ مه ۱۰۶۳      | ۱۵:۳۹:۳۴           | ۱۲۲        | جزئی   | ۰٫۵۳۶۵ | —                 | ۶۷°۲۴′جنوبی ۴۶°۴۲′غربی / ۶۷٫۴°جنوبی ۴۶٫۷°غربی   | —                      |                 | [ ۱ ]    |
| ۲۴ اکتبر ۱۰۶۳   | ۱۰:۲۰:۳۶           | ۸۹         | جزئی   | ۰٫۳۷۸۲ | —                 | ۷۰°۳۶′جنوبی ۱۰۷°۴۲′غربی / ۷۰٫۶°جنوبی ۱۰۷٫۷°غربی | —                      |                 | [ ۱ ]    |
| ۲۲ نوامبر ۱۰۶۳  | ۲۳:۳۳:۳۹           | ۱۲۷        | جزئی   | ۰٫۱۵۱۷ | —                 | ۶۸°۰۶′شمالی ۱۵۹°۱۲′غربی / ۶۸٫۱°شمالی ۱۵۹٫۲°غربی | —                      |                 | [ ۱ ]    |
| ۱۹ آوریل ۱۰۶۴   | ۱۳:۱۷:۲۷           | ۹۴         | حلقه‌ای | ۰٫۹۵۶۸ | ۰۳ دقیقه ۵۸ ثانیه | ۵۲°۴۸′شمالی ۳۰°۰۶′غربی / ۵۲٫۸°شمالی ۳۰٫۱°غربی   | ۲۰۸ کیلومتر (۱۲۹ مایل) |                 | [ ۱ ]    |
| ۱۳ اکتبر ۱۰۶۴   | ۰۰:۴۶:۲۵           | ۹۹         | کامل   | ۱٫۰۴۹۰ | ۰۳ دقیقه ۴۰ ثانیه | ۴۶°۱۲′جنوبی ۱۵۶°۰۰′شرقی / ۴۶٫۲°جنوبی ۱۵۶٫۰°شرقی | ۲۰۵ کیلومتر (۱۲۷ مایل) |                 | [ ۱ ]    |
| ۸ آوریل ۱۰۶۵    | ۱۴:۰۶:۴۸           | ۱۰۴        | حلقه‌ای | ۰٫۹۴۰۳ | ۰۷ دقیقه ۵۴ ثانیه | ۴°۴۲′شمالی ۲۵°۱۸′غربی / ۴٫۷°شمالی ۲۵٫۳°غربی     | ۲۲۲ کیلومتر (۱۳۸ مایل) |                 | [ ۱ ]    |
| ۲ اکتبر ۱۰۶۵    | ۱۶:۵۲:۵۵           | ۱۰۹        | کامل   | ۱٫۰۴۷۱ | ۰۴ دقیقه ۲۴ ثانیه | ۲°۰۰′جنوبی ۶۹°۵۴′غربی / ۲٫۰°جنوبی ۶۹٫۹°غربی     | ۱۵۷ کیلومتر (۹۸ مایل)  |                 | [ ۱ ]    |
| ۲۸ مارس ۱۰۶۶    | ۱۵:۴۱:۵۷           | ۱۱۴        | حلقه‌ای | ۰٫۹۵۸۲ | ۰۳ دقیقه ۵۷ ثانیه | ۴۶°۴۲′جنوبی ۲۸°۴۸′غربی / ۴۶٫۷°جنوبی ۲۸٫۸°غربی   | ۲۶۲ کیلومتر (۱۶۳ مایل) |                 | [ ۱ ]    |
| ۲۲ سپتامبر ۱۰۶۶ | ۰۵:۵۹:۳۱           | ۱۱۹        | حلقه‌ای | ۰٫۹۹۴۱ | ۰۰ دقیقه ۲۹ ثانیه | ۴۹°۴۲′شمالی ۱۱۵°۴۲′شرقی / ۴۹٫۷°شمالی ۱۱۵٫۷°شرقی | ۳۵ کیلومتر (۲۲ مایل)   |                 | [ ۱ ]    |
| ۱۶ فوریه ۱۰۶۷   | ۱۳:۱۶:۳۹           | ۸۶         | جزئی   | ۰٫۶۴۵۳ | —                 | ۷۱°۱۲′شمالی ۶۸°۱۲′غربی / ۷۱٫۲°شمالی ۶۸٫۲°غربی   | —                      |                 | [ ۱ ]    |
| ۱۷ مارس ۱۰۶۷    | ۲۳:۵۰:۵۸           | ۱۲۴        | جزئی   | ۰٫۰۹۰۴ | —                 | ۷۱°۵۴′جنوبی ۸۴°۱۸′غربی / ۷۱٫۹°جنوبی ۸۴٫۳°غربی   | —                      |                 | [ ۱ ]    |
| ۱۲ اوت ۱۰۶۷     | ۲۰:۴۹:۴۰           | ۹۱         | جزئی   | ۰٫۴۷۳۴ | —                 | ۷۰°۴۸′جنوبی ۱۷۳°۵۴′غربی / ۷۰٫۸°جنوبی ۱۷۳٫۹°غربی | —                      |                 | [ ۱ ]    |
| ۶ فوریه ۱۰۶۸    | ۰۴:۵۳:۵۲           | ۹۶         | کامل   | ۱٫۰۵۲۱ | ۰۴ دقیقه ۴۶ ثانیه | ۱۴°۴۲′شمالی ۱۰۸°۴۸′شرقی / ۱۴٫۷°شمالی ۱۰۸٫۸°شرقی | ۱۹۷ کیلومتر (۱۲۲ مایل) |                 | [ ۱ ]    |
| ۳۱ ژوئیه ۱۰۶۸   | ۲۱:۰۷:۳۵           | ۱۰۱        | حلقه‌ای | ۰٫۹۴۹۵ | ۰۶ دقیقه ۳۳ ثانیه | ۱۵°۴۸′جنوبی ۱۳۷°۰۰′غربی / ۱۵٫۸°جنوبی ۱۳۷٫۰°غربی | ۲۲۰ کیلومتر (۱۴۰ مایل) |                 | [ ۱ ]    |
| ۲۵ ژانویه ۱۰۶۹  | ۲۰:۱۱:۵۵           | ۱۰۶        | کامل   | ۱٫۰۲۴۹ | ۰۲ دقیقه ۱۹ ثانیه | ۲۸°۲۴′جنوبی ۱۱۱°۴۲′غربی / ۲۸٫۴°جنوبی ۱۱۱٫۷°غربی | ۸۶ کیلومتر (۵۳ مایل)   |                 | [ ۱ ]    |
| ۲۱ ژوئیه ۱۰۶۹   | ۰۱:۵۱:۴۳           | ۱۱۱        | حلقه‌ای | ۰٫۹۹۷۹ | ۰۰ دقیقه ۱۳ ثانیه | ۳۳°۱۲′شمالی ۱۶۰°۳۰′شرقی / ۳۳٫۲°شمالی ۱۶۰٫۵°شرقی | ۸ کیلومتر (۵٫۰ مایل)   |                 | [ ۱ ]    |
| ۱۵ ژانویه ۱۰۷۰  | ۰۶:۳۷:۰۳           | ۱۱۶        | حلقه‌ای | ۰٫۹۵۸۰ | ۰۲ دقیقه ۴۲ ثانیه | ۸۳°۱۸′جنوبی ۱۷۴°۴۲′شرقی / ۸۳٫۳°جنوبی ۱۷۴٫۷°شرقی | ۴۴۰ کیلومتر (۲۷۰ مایل) |                 | [ ۱ ]    |
| ۱۰ ژوئیه ۱۰۷۰   | ۱۳:۵۴:۳۰           | ۱۲۱        | کامل   | ۱٫۰۴۰۴ | ۰۲ دقیقه ۰۵ ثانیه | ۸۰°۰۰′شمالی ۱۳۳°۴۲′شرقی / ۸۰٫۰°شمالی ۱۳۳٫۷°شرقی | ۶۳۶ کیلومتر (۳۹۵ مایل) |                 | [ ۱ ]    |
| ۵ دسامبر ۱۰۷۰   | ۱۴:۲۰:۵۷           | ۸۸         | جزئی   | ۰٫۳۰۵۴ | —                 | ۶۴°۴۸′شمالی ۷°۰۰′غربی / ۶۴٫۸°شمالی ۷٫۰°غربی     | —                      |                 | [ ۱ ]    |
| ۳۱ مه ۱۰۷۱      | ۲۳:۵۶:۳۸           | ۹۳         | کامل   | ۱٫۰۶۶۷ | ۰۵ دقیقه ۳۸ ثانیه | ۳۱°۳۶′جنوبی ۱۶۳°۳۰′غربی / ۳۱٫۶°جنوبی ۱۶۳٫۵°غربی | ۳۸۱ کیلومتر (۲۳۷ مایل) |                 | [ ۱ ]    |
| ۲۴ نوامبر ۱۰۷۱  | ۱۴:۲۱:۳۶           | ۹۸         | حلقه‌ای | ۰٫۹۳۶۲ | ۰۷ دقیقه ۵۱ ثانیه | ۲۰°۴۸′شمالی ۲۱°۴۸′غربی / ۲۰٫۸°شمالی ۲۱٫۸°غربی   | ۳۲۵ کیلومتر (۲۰۲ مایل) |                 | [ ۱ ]    |
| ۲۰ مه ۱۰۷۲      | ۱۴:۵۴:۵۲           | ۱۰۳        | کامل   | ۱٫۰۲۹۹ | ۰۲ دقیقه ۵۸ ثانیه | ۱۶°۵۴′شمالی ۳۸°۳۶′غربی / ۱۶٫۹°شمالی ۳۸٫۶°غربی   | ۱۰۱ کیلومتر (۶۳ مایل)  |                 | [ ۱ ]    |
| ۱۲ نوامبر ۱۰۷۲  | ۲۰:۵۲:۴۳           | ۱۰۸        | حلقه‌ای | ۰٫۹۹۴۸ | ۰۰ دقیقه ۳۱ ثانیه | ۲۱°۳۶′جنوبی ۱۳۲°۱۲′غربی / ۲۱٫۶°جنوبی ۱۳۲٫۲°غربی | ۱۸ کیلومتر (۱۱ مایل)   |                 | [ ۱ ]    |
| ۹ مه ۱۰۷۳       | ۲۳:۳۰:۳۵           | ۱۱۳        | حلقه‌ای | ۰٫۹۶۹۰ | ۰۲ دقیقه ۲۷ ثانیه | ۶۰°۱۸′شمالی ۱۶۱°۴۲′شرقی / ۶۰٫۳°شمالی ۱۶۱٫۷°شرقی | ۱۶۰ کیلومتر (۹۹ مایل)  |                 | [ ۱ ]    |
| ۲ نوامبر ۱۰۷۳   | ۱۰:۰۵:۱۳           | ۱۱۸        | کامل   | ۱٫۰۳۷۳ | ۰۲ دقیقه ۲۹ ثانیه | ۵۶°۴۸′جنوبی ۰°۰۶′شرقی / ۵۶٫۸°جنوبی ۰٫۱°شرقی     | ۱۷۸ کیلومتر (۱۱۱ مایل) |                 | [ ۱ ]    |
| ۳۰ مارس ۱۰۷۴    | ۰۹:۲۸:۲۱           | ۸۵         | جزئی   | ۰٫۲۷۴۵ | —                 | ۶۱°۰۰′جنوبی ۱۲۲°۳۰′شرقی / ۶۱٫۰°جنوبی ۱۲۲٫۵°شرقی | —                      |                 | [ ۱ ]    |
| ۲۹ آوریل ۱۰۷۴   | ۰۱:۲۳:۴۶           | ۱۲۳        | جزئی   | ۰٫۱۱۵۱ | —                 | ۶۲°۱۲′شمالی ۳۹°۴۸′شرقی / ۶۲٫۲°شمالی ۳۹٫۸°شرقی   | —                      |                 | [ ۱ ]    |
| ۲۳ سپتامبر ۱۰۷۴ | ۱۶:۰۶:۴۴           | ۹۰         | جزئی   | ۰٫۴۹۹۸ | —                 | ۶۰°۵۴′شمالی ۲۶°۲۴′شرقی / ۶۰٫۹°شمالی ۲۶٫۴°شرقی   | —                      |                 | [ ۱ ]    |
| ۲۳ اکتبر ۱۰۷۴   | ۰۲:۰۱:۴۸           | ۱۲۸        | جزئی   | ۰٫۲۹۹۹ | —                 | ۶۱°۵۴′جنوبی ۳۴°۱۲′شرقی / ۶۱٫۹°جنوبی ۳۴٫۲°شرقی   | —                      |                 | [ ۱ ]    |
| ۱۹ مارس ۱۰۷۵    | ۱۲:۲۷:۴۵           | ۹۵         | حلقه‌ای | ۰٫۹۷۲۸ | ۰۲ دقیقه ۳۲ ثانیه | ۳۲°۱۲′جنوبی ۲۰°۵۴′شرقی / ۳۲٫۲°جنوبی ۲۰٫۹°شرقی   | ۱۲۳ کیلومتر (۷۶ مایل)  |                 | [ ۱ ]    |
| ۱۳ سپتامبر ۱۰۷۵ | ۰۳:۴۱:۴۶           | ۱۰۰        | حلقه‌ای | ۰٫۹۸۴۴ | ۰۱ دقیقه ۲۳ ثانیه | ۳۳°۰۶′شمالی ۱۴۸°۰۶′شرقی / ۳۳٫۱°شمالی ۱۴۸٫۱°شرقی | ۶۷ کیلومتر (۴۲ مایل)   |                 | [ ۱ ]    |
| ۷ مارس ۱۰۷۶     | ۲۲:۳۱:۵۳           | ۱۰۵        | کامل   | ۱٫۰۲۹۰ | ۰۲ دقیقه ۳۴ ثانیه | ۳°۵۴′شمالی ۱۵۴°۰۶′غربی / ۳٫۹°شمالی ۱۵۴٫۱°غربی   | ۹۹ کیلومتر (۶۲ مایل)   |                 | [ ۱ ]    |
| ۱ سپتامبر ۱۰۷۶  | ۰۸:۱۰:۵۱           | ۱۱۰        | حلقه‌ای | ۰٫۹۴۵۲ | ۰۶ دقیقه ۱۳ ثانیه | ۱°۱۲′جنوبی ۵۷°۳۶′شرقی / ۱٫۲°جنوبی ۵۷٫۶°شرقی     | ۲۰۴ کیلومتر (۱۲۷ مایل) |                 | [ ۱ ]    |
| ۲۵ فوریه ۱۰۷۷   | ۱۳:۴۷:۲۵           | ۱۱۵        | کامل   | ۱٫۰۵۱۰ | ۰۳ دقیقه ۴۰ ثانیه | ۴۱°۰۰′شمالی ۴۹°۴۲′غربی / ۴۱٫۰°شمالی ۴۹٫۷°غربی   | ۲۹۰ کیلومتر (۱۸۰ مایل) |                 | [ ۱ ]    |
| ۲۱ اوت ۱۰۷۷     | ۰۸:۱۷:۱۱           | ۱۲۰        | حلقه‌ای | ۰٫۹۳۴۴ | ۰۶ دقیقه ۲۱ ثانیه | ۴۳°۵۴′جنوبی ۲۷°۰۰′شرقی / ۴۳٫۹°جنوبی ۲۷٫۰°شرقی   | ۵۰۲ کیلومتر (۳۱۲ مایل) |                 | [ ۱ ]    |
| ۱۶ ژانویه ۱۰۷۸  | ۱۸:۳۴:۳۰           | ۸۷         | جزئی   | ۰٫۶۴۹۹ | —                 | ۶۳°۰۰′جنوبی ۴۴°۰۶′شرقی / ۶۳٫۰°جنوبی ۴۴٫۱°شرقی   | —                      |                 | [ ۱ ]    |
| ۱۵ فوریه ۱۰۷۸   | ۰۵:۴۷:۵۷           | ۱۲۵        | جزئی   | ۰٫۰۴۰۷ | —                 | ۶۱°۳۶′شمالی ۳۲°۰۰′شرقی / ۶۱٫۶°شمالی ۳۲٫۰°شرقی   | —                      |                 | [ ۱ ]    |
| ۱۲ ژوئیه ۱۰۷۸   | ۰۰:۰۵:۱۸           | ۹۲         | جزئی   | ۰٫۷۴۷۴ | —                 | ۶۳°۴۲′شمالی ۳۳°۱۸′غربی / ۶۳٫۷°شمالی ۳۳٫۳°غربی   | —                      |                 | [ ۱ ]    |
| ۶ ژانویه ۱۰۷۹   | ۰۲:۵۵:۲۷           | ۹۷         | حلقه‌ای | ۰٫۹۴۹۴ | ۰۴ دقیقه ۳۵ ثانیه | ۵۲°۳۰′جنوبی ۱۵۶°۳۶′شرقی / ۵۲٫۵°جنوبی ۱۵۶٫۶°شرقی | ۲۱۹ کیلومتر (۱۳۶ مایل) |                 | [ ۱ ]    |
| ۱ ژوئیه ۱۰۷۹    | ۱۳:۵۱:۰۸           | ۱۰۲        | کامل   | ۱٫۰۶۶۳ | ۰۵ دقیقه ۱۲ ثانیه | ۴۲°۱۸′شمالی ۱۶°۵۴′غربی / ۴۲٫۳°شمالی ۱۶٫۹°غربی   | ۲۳۰ کیلومتر (۱۴۰ مایل) |                 | [ ۱ ]    |
| ۲۶ دسامبر ۱۰۷۹  | ۰۴:۰۶:۱۰           | ۱۰۷        | حلقه‌ای | ۰٫۹۱۸۵ | ۱۱ دقیقه ۱۸ ثانیه | ۱۴°۲۴′جنوبی ۱۲۳°۰۰′شرقی / ۱۴٫۴°جنوبی ۱۲۳٫۰°شرقی | ۳۱۳ کیلومتر (۱۹۴ مایل) |                 | [ ۱ ]    |
| ۲۰ ژوئیه ۱۰۸۰   | ۰۷:۰۰:۱۳           | ۱۱۲        | کامل   | ۱٫۰۷۷۹ | ۰۷ دقیقه ۱۸ ثانیه | ۰°۱۲′جنوبی ۷۶°۵۴′شرقی / ۰٫۲°جنوبی ۷۶٫۹°شرقی     | ۲۷۵ کیلومتر (۱۷۱ مایل) |                 | [ ۱ ]    |
| ۱۴ دسامبر ۱۰۸۰  | ۰۳:۲۲:۴۲           | ۱۱۷        | حلقه‌ای | ۰٫۹۲۳۹ | ۰۹ دقیقه ۱۶ ثانیه | ۳۲°۲۴′شمالی ۱۲۹°۰۰′شرقی / ۳۲٫۴°شمالی ۱۲۹٫۰°شرقی | ۵۱۲ کیلومتر (۳۱۸ مایل) |                 | [ ۱ ]    |
| ۱۱ مه ۱۰۸۱      | ۱۳:۳۷:۲۵           | ۸۴         | جزئی   | ۰٫۱۸۸۰ | —                 | ۶۹°۰۰′شمالی ۱۷۷°۳۶′غربی / ۶۹٫۰°شمالی ۱۷۷٫۶°غربی | —                      |                 | [ ۱ ]    |
| ۹ ژوئیه ۱۰۸۱    | ۲۲:۵۲:۳۶           | ۱۲۲        | جزئی   | ۰٫۶۶۹۵ | —                 | ۶۶°۲۴′جنوبی ۱۶۶°۰۶′غربی / ۶۶٫۴°جنوبی ۱۶۶٫۱°غربی | —                      |                 | [ ۱ ]    |
| ۳ نوامبر ۱۰۸۱   | ۱۸:۴۹:۳۳           | ۸۹         | جزئی   | ۰٫۳۶۳۴ | —                 | ۶۹°۴۲′جنوبی ۱۱۲°۰۰′شرقی / ۶۹٫۷°جنوبی ۱۱۲٫۰°شرقی | —                      |                 | [ ۱ ]    |
| ۳ دسامبر ۱۰۸۱   | ۰۸:۰۳:۲۷           | ۱۲۷        | جزئی   | ۰٫۱۶۴۲ | —                 | ۶۷°۰۰′شمالی ۶۲°۰۰′شرقی / ۶۷٫۰°شمالی ۶۲٫۰°شرقی   | —                      |                 | [ ۱ ]    |
| ۳۰ آوریل ۱۰۸۲   | ۲۰:۰۶:۱۵           | ۹۴         | حلقه‌ای | ۰٫۹۵۵۶ | ۰۳ دقیقه ۴۶ ثانیه | ۶۲°۰۶′شمالی ۱۳۵°۳۶′غربی / ۶۲٫۱°شمالی ۱۳۵٫۶°غربی | ۲۳۸ کیلومتر (۱۴۸ مایل) |                 | [ ۱ ]    |
| ۲۴ اکتبر ۱۰۸۲   | ۰۹:۱۹:۳۴           | ۹۹         | کامل   | ۱٫۰۴۷۰ | ۰۳ دقیقه ۲۴ ثانیه | ۵۱°۴۲′جنوبی ۲۷°۱۸′شرقی / ۵۱٫۷°جنوبی ۲۷٫۳°شرقی   | ۲۰۱ کیلومتر (۱۲۵ مایل) |                 | [ ۱ ]    |
| ۱۹ آوریل ۱۰۸۳   | ۲۰:۵۲:۱۷           | ۱۰۴        | حلقه‌ای | ۰٫۹۴۳۲ | ۰۷ دقیقه ۲۸ ثانیه | ۱۲°۱۸′شمالی ۱۲۸°۴۸′غربی / ۱۲٫۳°شمالی ۱۲۸٫۸°غربی | ۲۱۰ کیلومتر (۱۳۰ مایل) |                 | [ ۱ ]    |
| ۱۴ اکتبر ۱۰۸۳   | ۰۱:۱۵:۱۶           | ۱۰۹        | کامل   | ۱٫۰۴۲۴ | ۰۴ دقیقه ۰۰ ثانیه | ۷°۲۴′جنوبی ۱۶۳°۰۶′شرقی / ۷٫۴°جنوبی ۱۶۳٫۱°شرقی   | ۱۴۲ کیلومتر (۸۸ مایل)  |                 | [ ۱ ]    |
| ۷ آوریل ۱۰۸۴    | ۲۲:۵۲:۰۴           | ۱۱۴        | حلقه‌ای | ۰٫۹۶۴۹ | ۰۳ دقیقه ۳۵ ثانیه | ۳۸°۰۶′جنوبی ۱۴۲°۵۴′غربی / ۳۸٫۱°جنوبی ۱۴۲٫۹°غربی | ۱۹۲ کیلومتر (۱۱۹ مایل) |                 | [ ۱ ]    |
| ۲ اکتبر ۱۰۸۴    | ۱۳:۵۵:۲۵           | ۱۱۹        | حلقه‌ای | ۰٫۹۸۸۷ | ۰۱ دقیقه ۰۰ ثانیه | ۴۳°۱۸′شمالی ۸°۳۶′غربی / ۴۳٫۳°شمالی ۸٫۶°غربی     | ۶۴ کیلومتر (۴۰ مایل)   |                 | [ ۱ ]    |
| ۲۶ فوریه ۱۰۸۵   | ۲۱:۳۲:۱۳           | ۸۶         | جزئی   | ۰٫۶۰۰۷ | —                 | ۷۱°۴۲′شمالی ۱۵۳°۴۸′شرقی / ۷۱٫۷°شمالی ۱۵۳٫۸°شرقی | —                      |                 | [ ۱ ]    |
| ۲۸ مارس ۱۰۸۵    | ۰۷:۳۴:۴۲           | ۱۲۴        | جزئی   | ۰٫۱۷۹۰ | —                 | ۷۱°۴۸′جنوبی ۱۴۵°۱۸′شرقی / ۷۱٫۸°جنوبی ۱۴۵٫۳°شرقی | —                      |                 | [ ۱ ]    |
| ۲۳ اوت ۱۰۸۵     | ۰۳:۴۰:۳۷           | ۹۱         | جزئی   | ۰٫۳۶۳۵ | —                 | ۷۱°۲۴′جنوبی ۶۹°۴۲′شرقی / ۷۱٫۴°جنوبی ۶۹٫۷°شرقی   | —                      |                 | [ ۱ ]    |
| ۱۶ فوریه ۱۰۸۶   | ۱۳:۲۳:۱۸           | ۹۶         | کامل   | ۱٫۰۵۴۴ | ۰۴ دقیقه ۴۸ ثانیه | ۱۹°۴۲′شمالی ۲۰°۵۴′غربی / ۱۹٫۷°شمالی ۲۰٫۹°غربی   | ۲۰۸ کیلومتر (۱۲۹ مایل) |                 | [ ۱ ]    |
| ۱۲ اوت ۱۰۸۶     | ۰۳:۵۵:۳۳           | ۱۰۱        | حلقه‌ای | ۰٫۹۴۸۲ | ۰۶ دقیقه ۲۰ ثانیه | ۲۳°۳۰′جنوبی ۱۱۷°۱۸′شرقی / ۲۳٫۵°جنوبی ۱۱۷٫۳°شرقی | ۲۳۹ کیلومتر (۱۴۹ مایل) |                 | [ ۱ ]    |
| ۶ فوریه ۱۰۸۷    | ۰۴:۴۰:۵۷           | ۱۰۶        | کامل   | ۱٫۰۲۴۸ | ۰۲ دقیقه ۲۰ ثانیه | ۲۴°۰۰′جنوبی ۱۲۱°۰۶′شرقی / ۲۴٫۰°جنوبی ۱۲۱٫۱°شرقی | ۸۶ کیلومتر (۵۳ مایل)   |                 | [ ۱ ]    |
| ۱ اوت ۱۰۸۷      | ۰۸:۵۸:۳۹           | ۱۱۱        | حلقه‌ای | ۰٫۹۹۹۶ | ۰۰ دقیقه ۰۲ ثانیه | ۲۶°۱۲′شمالی ۵۳°۰۶′شرقی / ۲۶٫۲°شمالی ۵۳٫۱°شرقی   | ۱ کیلومتر (۰٫۶۲ مایل)  |                 | [ ۱ ]    |
| ۲۶ ژانویه ۱۰۸۸  | ۱۴:۵۰:۵۶           | ۱۱۶        | حلقه‌ای | ۰٫۹۵۷۵ | ۰۲ دقیقه ۵۰ ثانیه | ۷۸°۵۴′جنوبی ۲۹°۱۲′شرقی / ۷۸٫۹°جنوبی ۲۹٫۲°شرقی   | ۴۱۵ کیلومتر (۲۵۸ مایل) |                 | [ ۱ ]    |
| ۲۰ ژوئیه ۱۰۸۸   | ۲۱:۲۰:۰۶           | ۱۲۱        | کامل   | ۱٫۰۴۵۳ | ۰۲ دقیقه ۳۶ ثانیه | ۸۰°۴۲′شمالی ۸۳°۱۸′غربی / ۸۰٫۷°شمالی ۸۳٫۳°غربی   | ۳۵۶ کیلومتر (۲۲۱ مایل) |                 | [ ۱ ]    |
| ۱۵ دسامبر ۱۰۸۸  | ۲۲:۲۲:۲۳           | ۸۸         | جزئی   | ۰٫۲۹۴۴ | —                 | ۶۵°۵۴′شمالی ۱۳۷°۴۸′غربی / ۶۵٫۹°شمالی ۱۳۷٫۸°غربی | —                      |                 | [ ۱ ]    |
| ۱۱ ژوئیه ۱۰۸۹   | ۰۷:۲۰:۵۵           | ۹۳         | کامل   | ۱٫۰۶۲۹ | ۰۵ دقیقه ۰۵ ثانیه | ۴۰°۰۶′جنوبی ۸۲°۵۴′شرقی / ۴۰٫۱°جنوبی ۸۲٫۹°شرقی   | ۴۶۹ کیلومتر (۲۹۱ مایل) |                 | [ ۱ ]    |
| ۴ دسامبر ۱۰۸۹   | ۲۲:۳۴:۵۳           | ۹۸         | حلقه‌ای | ۰٫۹۳۷۸ | ۰۷ دقیقه ۴۸ ثانیه | ۲۰°۳۰′شمالی ۱۴۷°۳۶′غربی / ۲۰٫۵°شمالی ۱۴۷٫۶°غربی | ۳۲۱ کیلومتر (۱۹۹ مایل) |                 | [ ۱ ]    |
| ۳۱ مه ۱۰۹۰      | ۲۲:۰۳:۴۴           | ۱۰۳        | کامل   | ۱٫۰۲۷۰ | ۰۲ دقیقه ۴۸ ثانیه | ۱۴°۰۰′شمالی ۱۴۵°۱۲′غربی / ۱۴٫۰°شمالی ۱۴۵٫۲°غربی | ۹۳ کیلومتر (۵۸ مایل)   |                 | [ ۱ ]    |
| ۲۴ نوامبر ۱۰۹۰  | ۰۵:۲۵:۵۰           | ۱۰۸        | حلقه‌ای | ۰٫۹۹۶۵ | ۰۰ دقیقه ۲۱ ثانیه | ۲۳°۳۰′جنوبی ۱۰۰°۱۸′شرقی / ۲۳٫۵°جنوبی ۱۰۰٫۳°شرقی | ۱۲ کیلومتر (۷٫۵ مایل)  |                 | [ ۱ ]    |
| ۲۱ مه ۱۰۹۱      | ۰۶:۱۴:۳۲           | ۱۱۳        | حلقه‌ای | ۰٫۹۶۸۷ | ۰۲ دقیقه ۳۷ ثانیه | ۵۸°۴۲′شمالی ۶۹°۵۴′شرقی / ۵۸٫۷°شمالی ۶۹٫۹°شرقی   | ۱۴۶ کیلومتر (۹۱ مایل)  |                 | [ ۱ ]    |
| ۱۳ نوامبر ۱۰۹۱  | ۱۸:۴۸:۵۷           | ۱۱۸        | کامل   | ۱٫۰۳۷۱ | ۰۲ دقیقه ۲۶ ثانیه | ۶۰°۱۸′جنوبی ۱۲۸°۱۲′غربی / ۶۰٫۳°جنوبی ۱۲۸٫۲°غربی | ۱۷۵ کیلومتر (۱۰۹ مایل) |                 | [ ۱ ]    |
| ۹ آوریل ۱۰۹۲    | ۱۶:۲۱:۴۹           | ۸۵         | جزئی   | ۰٫۱۶۹۶ | —                 | ۶۱°۲۴′جنوبی ۱۰°۰۶′شرقی / ۶۱٫۴°جنوبی ۱۰٫۱°شرقی   | —                      |                 | [ ۱ ]    |
| ۹ مه ۱۰۹۲       | ۰۷:۵۵:۰۴           | ۱۲۳        | جزئی   | ۰٫۲۴۸۱ | —                 | ۶۲°۴۸′شمالی ۶۷°۲۴′غربی / ۶۲٫۸°شمالی ۶۷٫۴°غربی   | —                      |                 | [ ۱ ]    |
| ۴ اکتبر ۱۰۹۲    | ۰۰:۱۸:۲۸           | ۹۰         | جزئی   | ۰٫۴۳۸۷ | —                 | ۶۱°۰۶′شمالی ۱۰۵°۳۶′غربی / ۶۱٫۱°شمالی ۱۰۵٫۶°غربی | —                      |                 | [ ۱ ]    |
| ۲ نوامبر ۱۰۹۲   | ۱۰:۳۹:۳۷           | ۱۲۸        | جزئی   | ۰٫۳۲۳۴ | —                 | ۶۲°۲۴′جنوبی ۱۰۴°۳۰′غربی / ۶۲٫۴°جنوبی ۱۰۴٫۵°غربی | —                      |                 | [ ۱ ]    |
| ۲۹ مارس ۱۰۹۳    | ۱۹:۵۱:۵۰           | ۹۵         | حلقه‌ای | ۰٫۹۷۸۲ | ۰۲ دقیقه ۰۲ ثانیه | ۳۱°۳۶′جنوبی ۹۰°۱۲′غربی / ۳۱٫۶°جنوبی ۹۰٫۲°غربی   | ۱۰۳ کیلومتر (۶۴ مایل)  |                 | [ ۱ ]    |
| ۲۳ سپتامبر ۱۰۹۳ | ۱۱:۲۳:۵۱           | ۱۰۰        | حلقه‌ای | ۰٫۹۷۷۷ | ۰۲ دقیقه ۰۳ ثانیه | ۳۱°۳۰′شمالی ۳۲°۲۴′شرقی / ۳۱٫۵°شمالی ۳۲٫۴°شرقی   | ۱۰۱ کیلومتر (۶۳ مایل)  |                 | [ ۱ ]    |
| ۱۹ مارس ۱۰۹۴    | ۰۶:۲۸:۱۴           | ۱۰۵        | کامل   | ۱٫۰۳۵۰ | ۰۳ دقیقه ۰۴ ثانیه | ۶°۰۶′شمالی ۸۶°۴۲′شرقی / ۶٫۱°شمالی ۸۶٫۷°شرقی     | ۱۱۸ کیلومتر (۷۳ مایل)  |                 | [ ۱ ]    |
| ۱۲ سپتامبر ۱۰۹۴ | ۱۵:۲۰:۲۹           | ۱۱۰        | حلقه‌ای | ۰٫۹۴۰۸ | ۰۶ دقیقه ۴۱ ثانیه | ۲°۴۸′جنوبی ۴۹°۴۲′غربی / ۲٫۸°جنوبی ۴۹٫۷°غربی     | ۲۲۰ کیلومتر (۱۴۰ مایل) |                 | [ ۱ ]    |
| ۸ مارس ۱۰۹۵     | ۲۲:۰۳:۵۷           | ۱۱۵        | کامل   | ۱٫۰۵۵۳ | ۰۳ دقیقه ۵۴ ثانیه | ۴۱°۴۸′شمالی ۱۷۴°۴۸′غربی / ۴۱٫۸°شمالی ۱۷۴٫۸°غربی | ۲۹۱ کیلومتر (۱۸۱ مایل) |                 | [ ۱ ]    |
| ۱ سپتامبر ۱۰۹۵  | ۱۵:۱۴:۳۹           | ۱۲۰        | حلقه‌ای | ۰٫۹۳۴۳ | ۰۶ دقیقه ۲۴ ثانیه | ۴۱°۱۲′جنوبی ۷۶°۰۰′غربی / ۴۱٫۲°جنوبی ۷۶٫۰°غربی   | ۴۱۴ کیلومتر (۲۵۷ مایل) |                 | [ ۱ ]    |
| ۲۸ ژانویه ۱۰۹۶  | ۰۳:۰۴:۳۲           | ۸۷         | جزئی   | ۰٫۶۲۳۰ | —                 | ۶۲°۱۸′جنوبی ۹۲°۵۴′غربی / ۶۲٫۳°جنوبی ۹۲٫۹°غربی   | —                      |                 | [ ۱ ]    |
| ۲۶ فوریه ۱۰۹۶   | ۱۴:۰۷:۳۵           | ۱۲۵        | جزئی   | ۰٫۰۸۲۰ | —                 | ۶۱°۱۸′شمالی ۱۰۲°۰۰′غربی / ۶۱٫۳°شمالی ۱۰۲٫۰°غربی | —                      |                 | [ ۱ ]    |
| ۲۲ ژوئیه ۱۰۹۶   | ۰۷:۱۵:۰۳           | ۹۲         | جزئی   | ۰٫۶۲۴۵ | —                 | ۶۳°۰۰′شمالی ۱۵۰°۲۴′غربی / ۶۳٫۰°شمالی ۱۵۰٫۴°غربی | —                      |                 | [ ۱ ]    |
| ۲۰ اوت ۱۰۹۶     | ۱۸:۳۵:۳۵           | ۱۳۰        | جزئی   | ۰٫۰۷۴۳ | —                 | ۶۱°۲۴′جنوبی ۱۶۴°۴۲′غربی / ۶۱٫۴°جنوبی ۱۶۴٫۷°غربی | —                      |                 | [ ۱ ]    |
| ۱۶ ژانویه ۱۰۹۷  | ۱۱:۰۷:۰۶           | ۹۷         | حلقه‌ای | ۰٫۹۴۸۳ | ۰۴ دقیقه ۴۱ ثانیه | ۵۰°۰۶′جنوبی ۳۷°۱۲′شرقی / ۵۰٫۱°جنوبی ۳۷٫۲°شرقی   | ۲۲۵ کیلومتر (۱۴۰ مایل) |                 | [ ۱ ]    |
| ۱۱ ژوئیه ۱۰۹۷   | ۲۱:۱۷:۱۸           | ۱۰۲        | کامل   | ۱٫۰۶۶۷ | ۰۵ دقیقه ۰۱ ثانیه | ۴۴°۳۰′شمالی ۱۲۴°۳۶′غربی / ۴۴٫۵°شمالی ۱۲۴٫۶°غربی | ۲۳۹ کیلومتر (۱۴۹ مایل) |                 | [ ۱ ]    |
| ۵ ژانویه ۱۰۹۸   | ۱۲:۰۴:۴۹           | ۱۰۷        | حلقه‌ای | ۰٫۹۱۸۹ | ۱۰ دقیقه ۵۶ ثانیه | ۱۳°۴۸′جنوبی ۳°۴۲′شرقی / ۱۳٫۸°جنوبی ۳٫۷°شرقی     | ۳۱۱ کیلومتر (۱۹۳ مایل) |                 | [ ۱ ]    |
| ۱ ژوئیه ۱۰۹۸    | ۱۴:۲۸:۲۰           | ۱۱۲        | کامل   | ۱٫۰۷۶۸ | ۰۷ دقیقه ۰۵ ثانیه | ۳°۴۸′شمالی ۳۵°۴۸′غربی / ۳٫۸°شمالی ۳۵٫۸°غربی     | ۲۶۳ کیلومتر (۱۶۳ مایل) |                 | [ ۱ ]    |
| ۲۵ دسامبر ۱۰۹۸  | ۱۱:۳۰:۲۶           | ۱۱۷        | حلقه‌ای | ۰٫۹۲۶۳ | ۰۸ دقیقه ۵۳ ثانیه | ۳۱°۲۴′شمالی ۳°۳۰′شرقی / ۳۱٫۴°شمالی ۳٫۵°شرقی     | ۴۸۳ کیلومتر (۳۰۰ مایل) |                 | [ ۱ ]    |
| ۲۲ مه ۱۰۹۹      | ۲۰:۴۲:۰۶           | ۸۴         | جزئی   | ۰٫۰۴۸۳ | —                 | ۶۸°۰۶′شمالی ۶۴°۲۴′شرقی / ۶۸٫۱°شمالی ۶۴٫۴°شرقی   | —                      |                 | [ ۱ ]    |
| ۲۱ ژوئیه ۱۰۹۹   | ۰۶:۰۵:۱۵           | ۱۲۲        | جزئی   | ۰٫۸۰۱۵ | —                 | ۶۵°۲۴′جنوبی ۷۵°۰۶′شرقی / ۶۵٫۴°جنوبی ۷۵٫۱°شرقی   | —                      |                 | [ ۱ ]    |
| ۱۵ نوامبر ۱۰۹۹  | ۰۳:۲۴:۱۹           | ۸۹         | جزئی   | ۰٫۳۵۵۱ | —                 | ۶۸°۴۸′جنوبی ۲۹°۱۲′غربی / ۶۸٫۸°جنوبی ۲۹٫۲°غربی   | —                      |                 | [ ۱ ]    |
| ۱۴ دسامبر ۱۰۹۹  | ۱۶:۳۵:۰۴           | ۱۲۷        | جزئی   | ۰٫۱۷۵۷ | —                 | ۶۵°۵۴′شمالی ۷۶°۴۸′غربی / ۶۵٫۹°شمالی ۷۶٫۸°غربی   | —                      |                 | [ ۱ ]    |
| ۱۱ مه ۱۱۰۰      | ۰۲:۴۶:۳۵           | ۹۴         | حلقه‌ای | ۰٫۹۵۳۷ | ۰۳ دقیقه ۳۶ ثانیه | ۷۲°۲۴′شمالی ۱۱۹°۵۴′شرقی / ۷۲٫۴°شمالی ۱۱۹٫۹°شرقی | ۲۹۱ کیلومتر (۱۸۱ مایل) |                 | [ ۱ ]    |
| ۳ نوامبر ۱۱۰۰   | ۱۷:۵۹:۴۱           | ۹۹         | کامل   | ۱٫۰۴۵۳ | ۰۳ دقیقه ۱۱ ثانیه | ۵۶°۳۰′جنوبی ۱۰۱°۳۰′غربی / ۵۶٫۵°جنوبی ۱۰۱٫۵°غربی | ۱۹۷ کیلومتر (۱۲۲ مایل) |                 | [ ۱ ]    |